# Brná (Ústí nad Labem)
Brná (německy Birnai), názvem katastrálního území Brná nad Labem (Birnai an der Elbe), je část statutárního a krajského města Ústí nad Labem v České republice, spadající pod městský obvod Ústí nad Labem-Střekov, do roku 1980 byla samostatnou obcí. Nachází se v Českém středohoří na pravém břehu řeky Labe, asi pět kilometrů jižně od centra Ústí nad Labem. Její území je tvořeno jedním celým katastrálním územím o rozloze 4,24 km², ležícím v nadmořské výšce od 140 do 626 m n. m. K roku 2021 zde žilo 1 308 obyvatel.
Nejstarší dochovaná zmínka pochází z roku 1057 a od středověku se ve vsi kromě běžných zemědělských produktů pěstovalo ovoce a vinná réva. Významněji se Brná začala rozvíjet až v 19. století, během něhož se stala rekreačním zázemím Ústí nad Labem. Agrární charakter si udržela až do konce 50. let 20. století, kdy na rozparcelovaných pozemcích zaniklého jednotného zemědělského družstva začala mohutná výstavba rodinných domů a rekreačních objektů. V roce 1980 se Brná stala součástí Ústí nad Labem a od té doby je jeho rezidenční a rekreační oblastí.
Brnou prochází silnice II/261 a železniční trať 072. Celé její katastrální území náleží do velkoplošného zvláště chráněného CHKO České středohoří a mimo to je její součástí přírodní rezervace Sluneční stráň. Od roku 1931 je při řece Labi v provozu termální koupaliště o několika bazénech. Mezi místní pamětihodnosti patří kaple svaté Anny, dříve stávala v centru vsi, která je kulturní památkou.

## Etymologie
Název Brná je odvozen od obecného staroslověnského adjektiva brьnьnъ, což znamená „z bláta“ nebo „kalný“. Odkazuje tedy patrně k někdejší kalné vodě Průčelského potoka nebo blátivému rozbahněnému terénu na břehu Labe. Její německý název je Birnai a mezi kdysi používané tvary patří též Byrun, Brnau, Birna, Brny či Bernay. Vzhledem k tomu, že v někdejším Československu existovala další dvě sídla tohoto názvu (Brná ve Věžné v okrese Pelhřimov a Brná v Potštejně v okrese Rychnov nad Kněžnou), získala Brná na Ústecku v roce 1959 přívlastek „nad Labem“, aby se název nepletl s ostatními.

## Historie

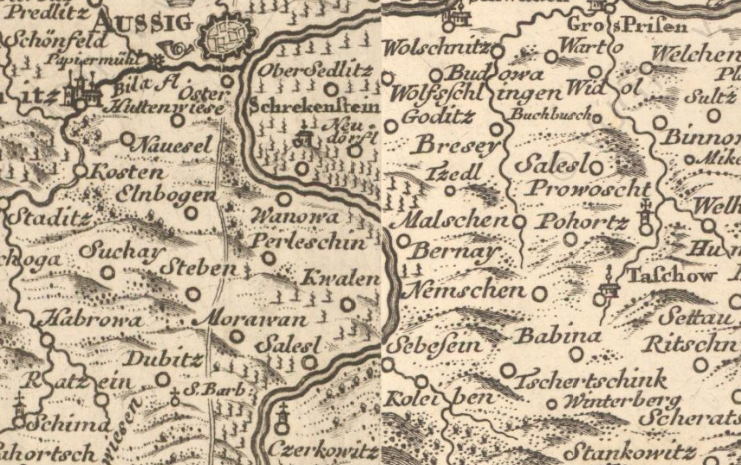
Brná, zde jako Bernay (uprostřed), na Müllerově mapě Čech z roku 1720

Nejstarší zmínka o Brné pochází z roku 1057 ze zakládací listiny litoměřické kapituly, kde je uvedena jako poddanská ves. Následně o ní panuje záznam v darovací listině šlechtice Hroznaty premonstrátskému klášteru v Teplé roku 1194. O necelý čtyřicet let později zastavil klášter Brnou v roce 1233 řádu německých rytířů a koncem 14. století je již uváděna jako součást střekovského panství. O století později přešla do vlastnictví rytířů ze Sebuzína a v roce 1496 byla zmíněna (spolu s několika vesnicemi v okolí) jako odúmrť po Mikuláši ze Sebuzína. Po několikerém zastavení nakonec počátkem 17. století přešla pod lovosické panství, jehož součástí byla až do roku 1848.

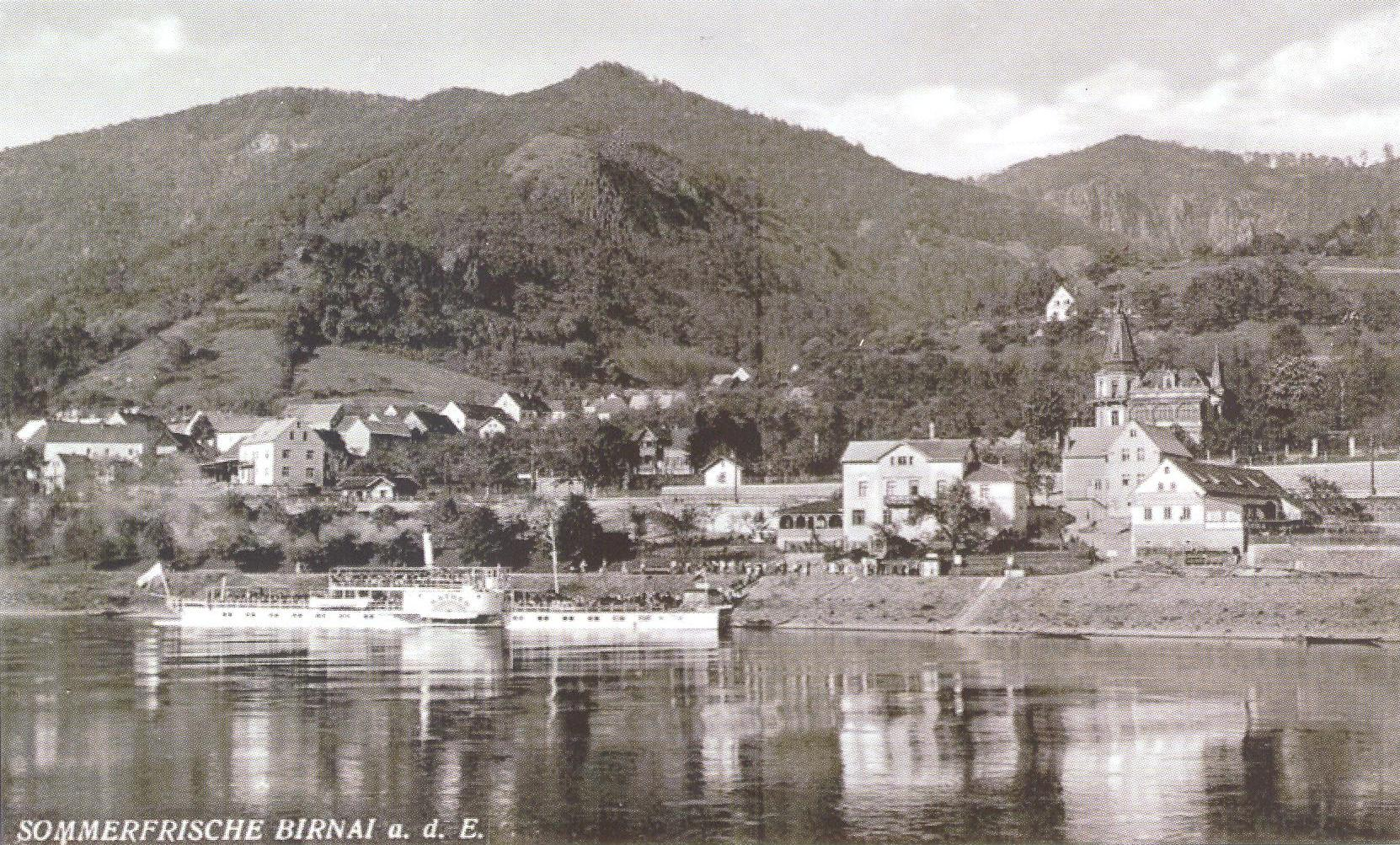
Pohled na Brnou a projíždějící saský parník Rathen z roku 1930. V pravé části je patrná budova Herzogenberského zámečku. Většina zástavby je situována v levé části kolem okrouhlé návsi s kaplí svaté Anny, od níž pokračuje vzhůru Průčelskou roklí

Po třicetileté válce (1618–1648) stálo v Brné třináct domů, které obývalo osm sedláků a pět zahradníků. Ves měla zemědělský charakter a od středověku se zde kromě běžných zemědělských produktů pěstovalo ovoce a vinná réva (ta se přestala pěstovat zhruba koncem 19. století). V roce 1756 byla na návsi ve tvaru okrouhlice vystavěna pozdně barokní kaple svaté Anny a roku 1783 došlo k otevření jednotřídní školy. V letech 1848 a 1863 Brnou postihly ničivé požáry, při nichž shořela velká část vesnice. Od roku 1869 je Brná uváděna jako samostatná obec, kterou byla až do roku 1980.
Významnější růst nastal v Brné až počátkem 19. století, přičemž v polovině téhož století se díky své příznivé poloze a prostředí stala rekreačním zázemím Ústí nad Labem a místem nedělních výletů Ústečanů. Roku 1900 zde byla postavena honosná vila, kde od poloviny 20. let žila rodina barona Herzogenberga (od té doby je nazývána zámečkem, přestože jím nikdy nebyla). V roce 1930 byl v Brné objeven termální pramen o teplotě 30 °C a o rok později došlo na jeho místě k vybudování termálního koupaliště. Obec si i po druhé světové válce udržela zemědělský charakter, ačkoli řada místních obyvatel pracovala v ústeckých továrnách. V letech 1951 až 1959 v Brné působilo jednotné zemědělské družstvo (JZD), ale pro nedostatek členů bylo zrušeno a jeho pozemky rozparcelovány. Koncem 50. let započala mohutná výstavba rodinných domků a rekreačních objektů (především chat) a území Brné tak získalo takřka výhradně rekreační charakter. V roce 1980 se Brná v rámci velké integrace sídel v zázemí Ústí nad Labem stala součástí krajského města. Kromě Brné se v témž roce stala součástí Ústí nad Labem sídla Církvice, Habrovice, Hostovice, Koštov, Sebuzín, Svádov a Vaňov.
Jakožto součást Ústí nad Labem spadá od roku 1992 do euroregionu Labe. V roce 2002 Brnou zasáhla povodeň, která zatopila oblasti pod náspem železniční trati 072 (včetně termálního koupaliště). V důsledku kompletního přerušení silniční dopravy byla v Brné dočasně zřízena mimořádná vlaková zastávka.

## Územní popis
Brná je součástí města Ústí nad Labem a nachází se v jižní části okresu Ústí nad Labem v Ústeckém kraji při řece Labi. Statisticky se člení na základní sídelními jednotky Brná, Brná-Čertova jizba a Nad Brnou. Zástavba je poměrně souvislá a je zahrnuta do ZSJ Brná, zbylé dvě ZSJ jsou neosídlené části katastrálního území ve svazích nad zástavbou, Nad Brnou severně od Průčelského potoka a Brná-Čertova jizba jižně od Průčelského potoka.
Katastrální území Brná nad Labem se rozkládá na ploše 4,24 km2. Ze západu jej vymezuje řeka Labe, od které se hranice odpoutává za termálním koupalištěm v oblasti U Lázní. Přes železniční trať 072 a silnici II/261 dále stoupá po svahu, kde posléze vede po severozápadním okraji přírodní rezervace Sluneční stráň. Na severu se stáčí pod vrchem Vysoký Ostrý (587 m n. m.) a směřuje paralelně s hřebenem pohoří (jen občas po vrstevnici). Pod vrchem Malý Ostrý (571 m n. m.) mění směr k jihozápadu a na zhruba kilometrové vzdálenosti hranice klesá o téměř 300 metrů nadmořské výšky. Po tomto zaklesnutí do katastrálního území se hranice obrací a Průčelskou roklí stoupá podél Průčelského potoka až do blízkosti vesnice Němčí. Zde míjí vedení vysokého napětí, vrch Modřín (626 m n. m.) a posléze se stáčí jižně k Němčickému potoku. Po směru jeho toku pak pokračuje a zhruba 500 metrů před ústím do Labe mění směr k severozápadu. Ke své západní hranici, kterou je řeka Labe, se dostává v oblasti viaduktu pod železniční tratí 072 a ulicí Konečná. Katastrální území leží v nadmořské výšce 140–626 m n. m., přičemž jeho nejvyšším bodem je Skřivánčí vrch a nejnižším hladina řeky Labe. Od severu na jih sousedí postupně s katastrálními územími Střekov, Nová Ves, Němčí u Malečova a Sebuzín.

## Pamětihodnosti

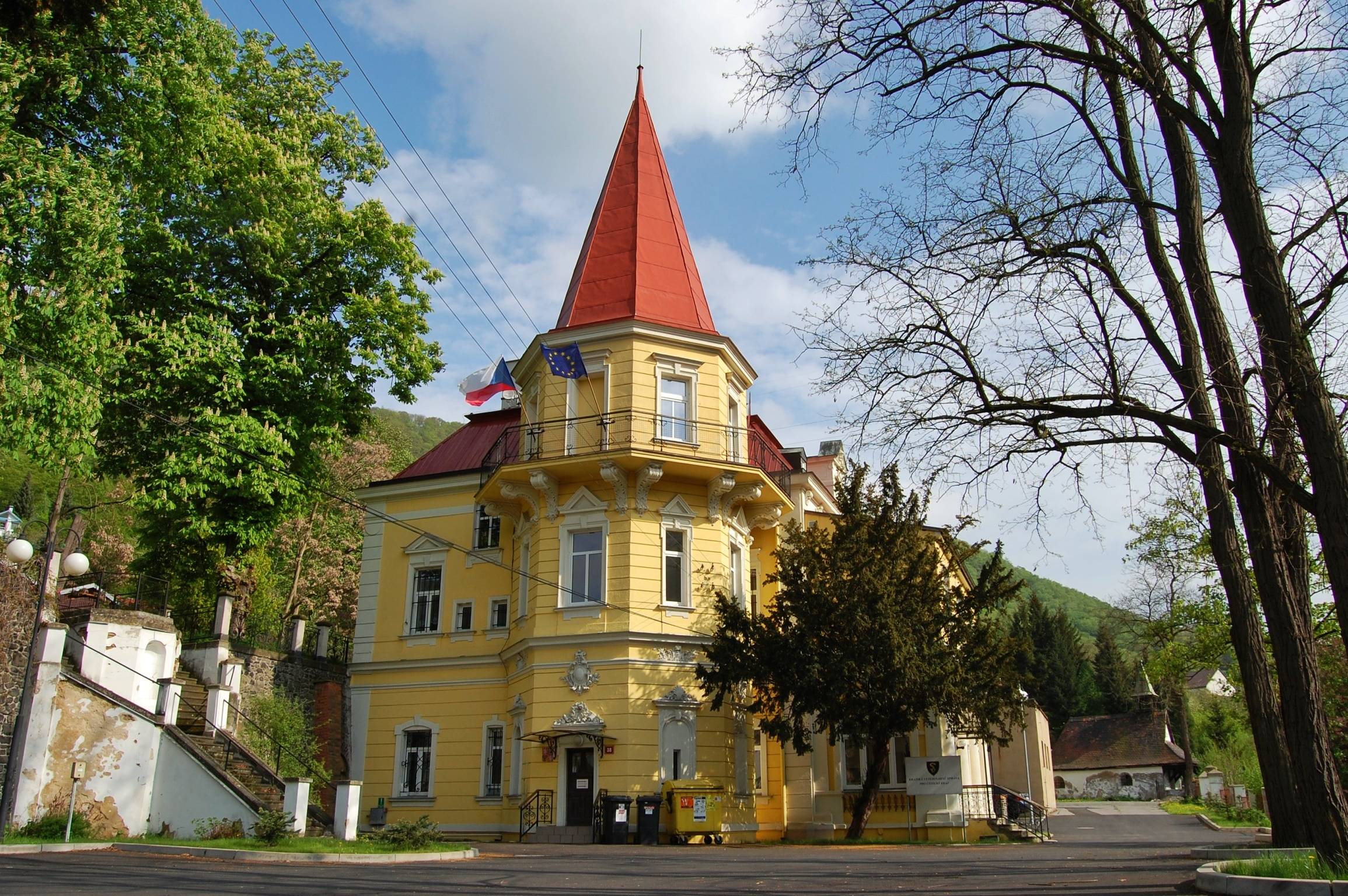
Zámeček, sídlo Krajské veterinární správy. Vpravo v pozadí je kaple Povýšení sv. Kříže

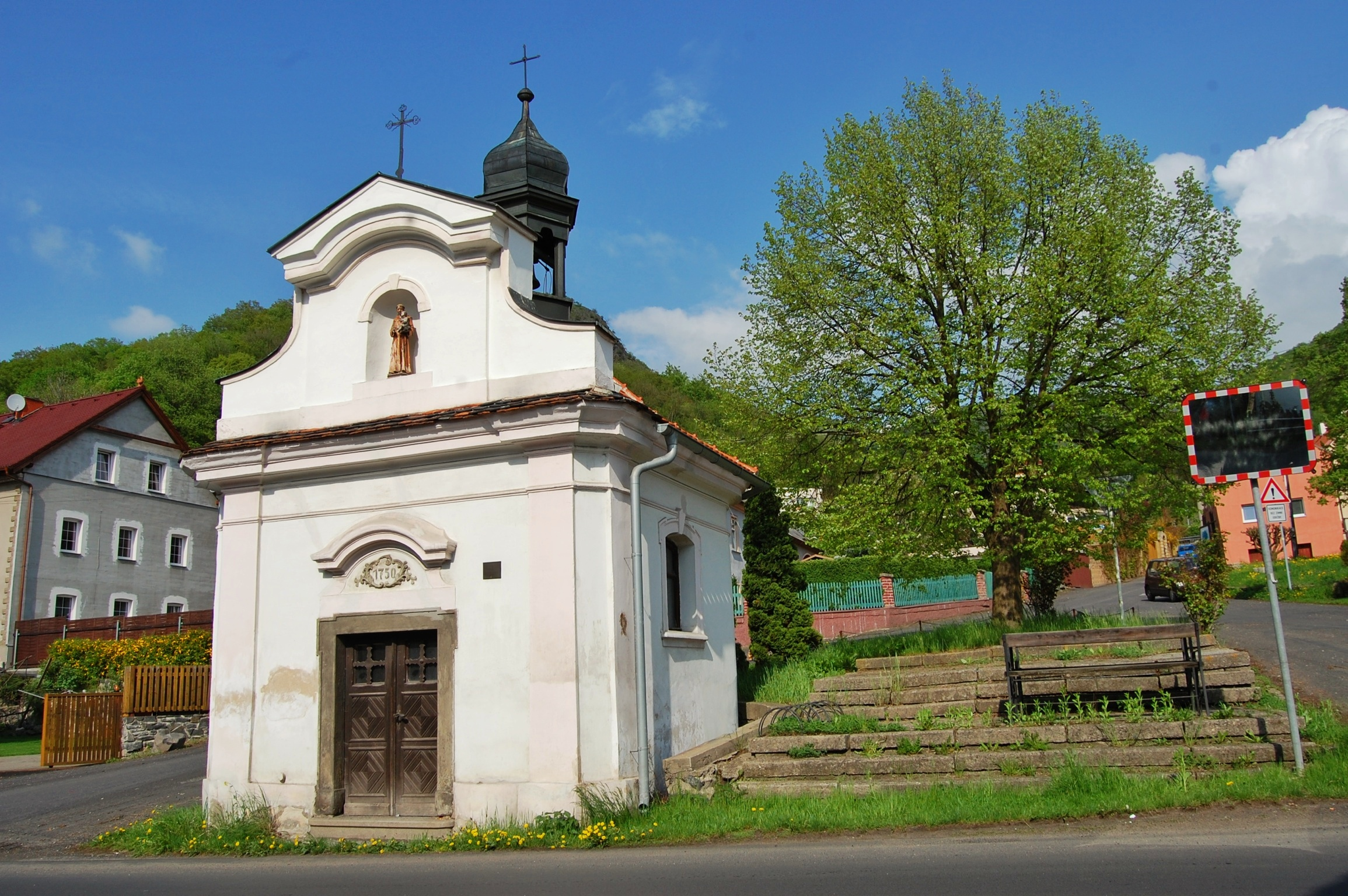
Kaple svaté Anny

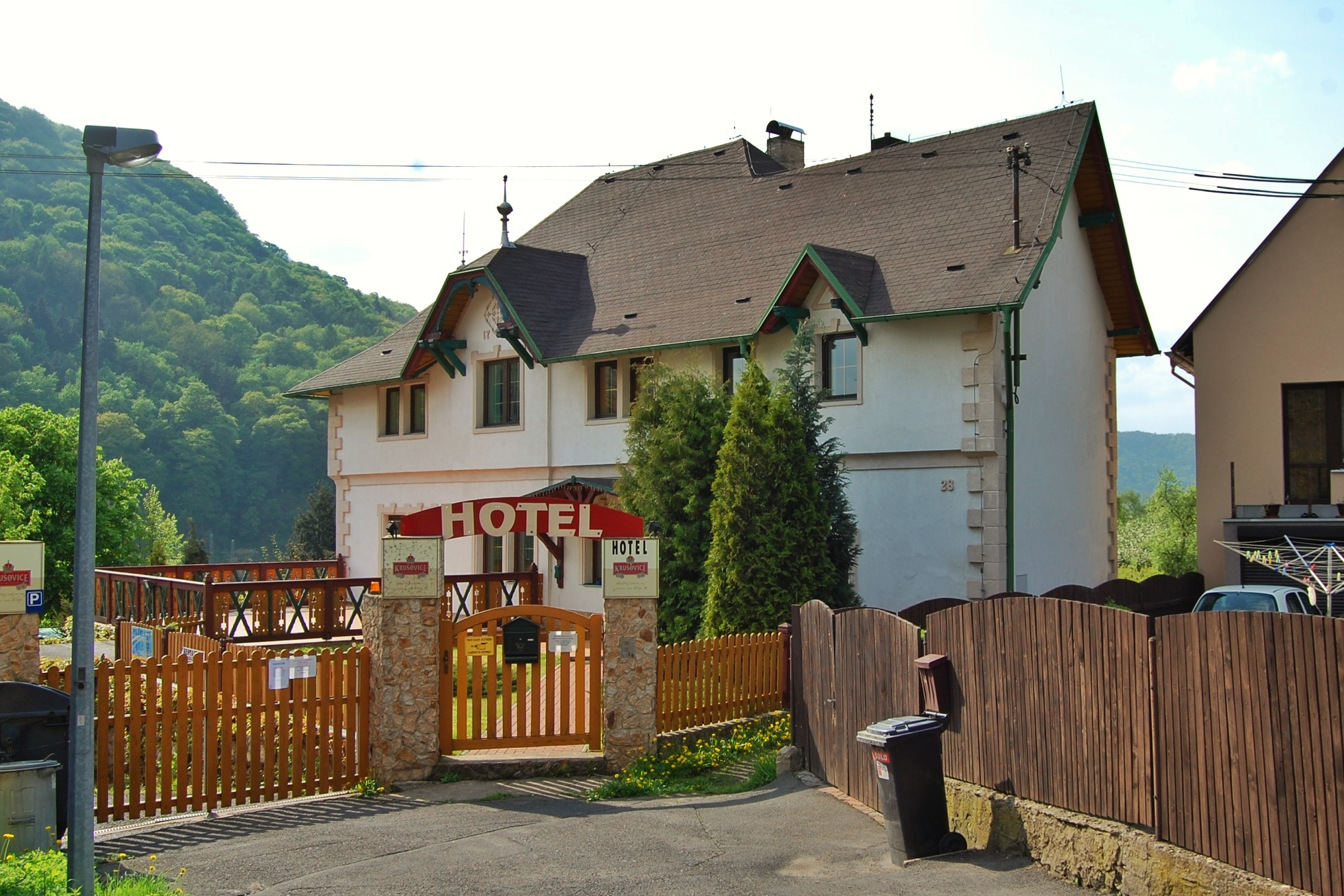
Hotel Srdíčko

Mezi místní pamětihodnosti se řadí takzvaný zámeček (dříve zámeček Herzogenberg), který však zámkem nikdy nebyl. Původně se jednalo o honosnou vilu vídeňského rentiéra Roberta Florenta postavenou v roce 1900, která následně přešla do vlastnictví židovského obchodníka s ovocem Emila Kahna. Od něj ji v roce 1924 odkoupil francouzský šlechtic Alain Rohan pro svého kmotřence barona Ottokara Picot de Peccaduc, svobodného pána z Herzogenbergu. Ten zde žil se svojí početnou rodinou a provozoval zahradnictví. Na zámečku vyrůstala též jeho dcera, kunsthistorička Johanna von Herzogenberg, která byla za podporu rozvoje česko-německých vztahů oceněna mimo jiné Řádem Tomáše Garrigua Masaryka. Své vzpomínky na Brnou zaznamenala v autobiografii Z mého života (v originále Bilderbogen: Aus meinem Leben), která v češtině vyšla v roce 2002. K roku 2013 je zámeček sídlem krajské veterinární správy Státní veterinární správy ČR pro Ústecký kraj.
V Brné se dále nachází dvě sakrální památky. První z nich je pozdně barokní kaple svaté Anny z roku 1750, chráněná jako kulturní památka České republiky. V minulosti byla centrem návsi, v jejím interiéru jsou umístěné lidové plastiky a v cibulovité věžičce má malý litinový zvon. Druhou je novogotická kaple Povýšení svatého Kříže, stojící za zámečkem, kterou nechal v roce 1930 postavit baron Ottokar von Herzogenberg. V průčelní dřevěné hranolové věžičce je malý zvon. V první polovině 90. let byla rekonstruována a v září 1995 znovu vysvěcena ústeckým arciděkanem Antonínem Sporerem.
Nedaleko kaple sv. Anny stojí restaurant a hotel Srdíčko, postavený v roce 1728 Mathiasem Kleinem jako hostinec. Roku 1883 jej od něj odkoupil Ernst Herzig a o pět let později v něm otevřel Herzigs Restauration (současný název vznikl překladem příjmení původního majitele). V roce 1897 v hostinci několik týdnů pobýval německý spisovatel Karel May a napsal zde část svého románu Vánoce (Weihnacht). Rozeklané skály v Průčelské rokli jej údajně měly inspirovat k některým scénám románu Vinnetou. V roce 1982 byla na jeho počest přejmenována Dlouhá ulice v jižní části Brné na ulici Karla Maye.
V Brné se rovněž nachází termální koupaliště, každoročně otevřené od 1. května do 15. září, které provozuje příspěvková organizace Městské služby Ústí nad Labem. Jeho součástí je několik termálních bazénů (rekreační s tobogánem, dětský, plavecký a rekreační), hřiště na plážový volejbal a minigolf. Návštěvníkům jsou k dispozici převlékací kabinky, úschovna jízdních kol, stánky s občerstvením a restaurace. V roce 2008 bylo diváky regionální televize R1 Lyra vyhlášeno koupalištěm roku.

## Obyvatelstvo

### Lidnatost a počet domů

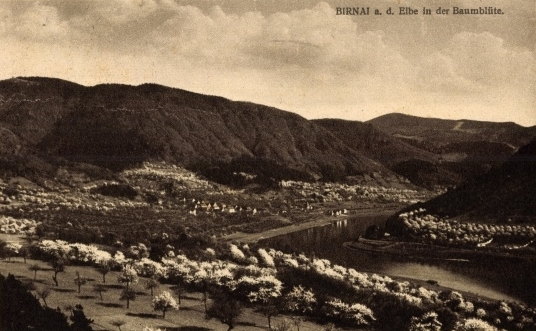
Brná si až do poloviny 20. století udržela zemědělský charakter. Ten je dobře patrný na této pohlednici z 20. let 20. století

Růst Brné započal až počátkem 19. století. V roce 1833 zde žilo 174 obyvatel, koncem století již 199, po druhé světové válce 587 a k roku 2011 celkem 1179. Kromě 402 trvale obývaných domů (k roku 2011) se na počátku 21. století se v Brné nachází asi 570 chat.
Při sčítání lidu v roce 1921 zde žilo 301 obyvatel (z toho 150 mužů), z nichž bylo dvanáct Čechoslováků, 288 Němců a jeden cizinec. Většina se hlásila k římskokatolické církvi, ale deset jich bylo evangelíky, jeden patřil k izraelské církvi, jeden k nezjišťovaným církvím a dva lidé byli bez vyznání. Podle sčítání lidu z roku 1930 měla vesnice 450 obyvatel: 43 Čechoslováků, 406 Němců a jednoho cizince. Šest lidí bylo členy církve československé, 21 evangelíky a šest jich bylo bez vyznání.
| Rok            | 1833 | 1850 | 1869 | 1880 | 1890 | 1900 | 1910 | 1921 | 1930 | 1950 | 1961 | 1970 | 1980 | 1991 | 2001 | 2011 |
| -------------- | ---- | ---- | ---- | ---- | ---- | ---- | ---- | ---- | ---- | ---- | ---- | ---- | ---- | ---- | ---- | ---- |
| Počet obyvatel | 174  | 299  | 179  | 174  | 181  | 199  | 294  | 309  | 464  | 587  | 588  | 751  | 920  | 903  | 965  | 1179 |
| Počet domů     | 31   | –    | 32   | 35   | 36   | 41   | 46   | 48   | 67   | 137  | 125  | 175  | 252  | 289  | 328  | 402  |

### Rodáci
- František Hamouz (1919–1985) – místopředseda československé vlády a ministr zahraničního obchodu v 60. a 70. letech 20. století[6]
- Regina Rázlová (* 1947) – herečka a podnikatelka[29]

### Obyvatelé
- Jaroslav Brodský (1920–1981) – ředitel místní základní školy, politický vězeň, zakladatel a tajemník klubu bývalých politických vězňů K 231[30]
- Johanna von Herzogenberg (1921–2012) – česko-německá kunsthistorička vyrůstající na zámečku v Brné, držitelka Řádu TGM[18]
- Josef Pavel (1908–1973) – tajemník KV KSČ, náčelník Lidových milicí během února 1948, generál SNB, velitel Pohraniční stráže, ministr vnitra[17]
- Karel May (1897–1898) – německý spisovatel převážně dobrodružných románů. Napsal zde román Vánoce. V místním hotelu Srdíčko (tehdy Herzig) má pamětní síň.[31]

## Společenský život a služby

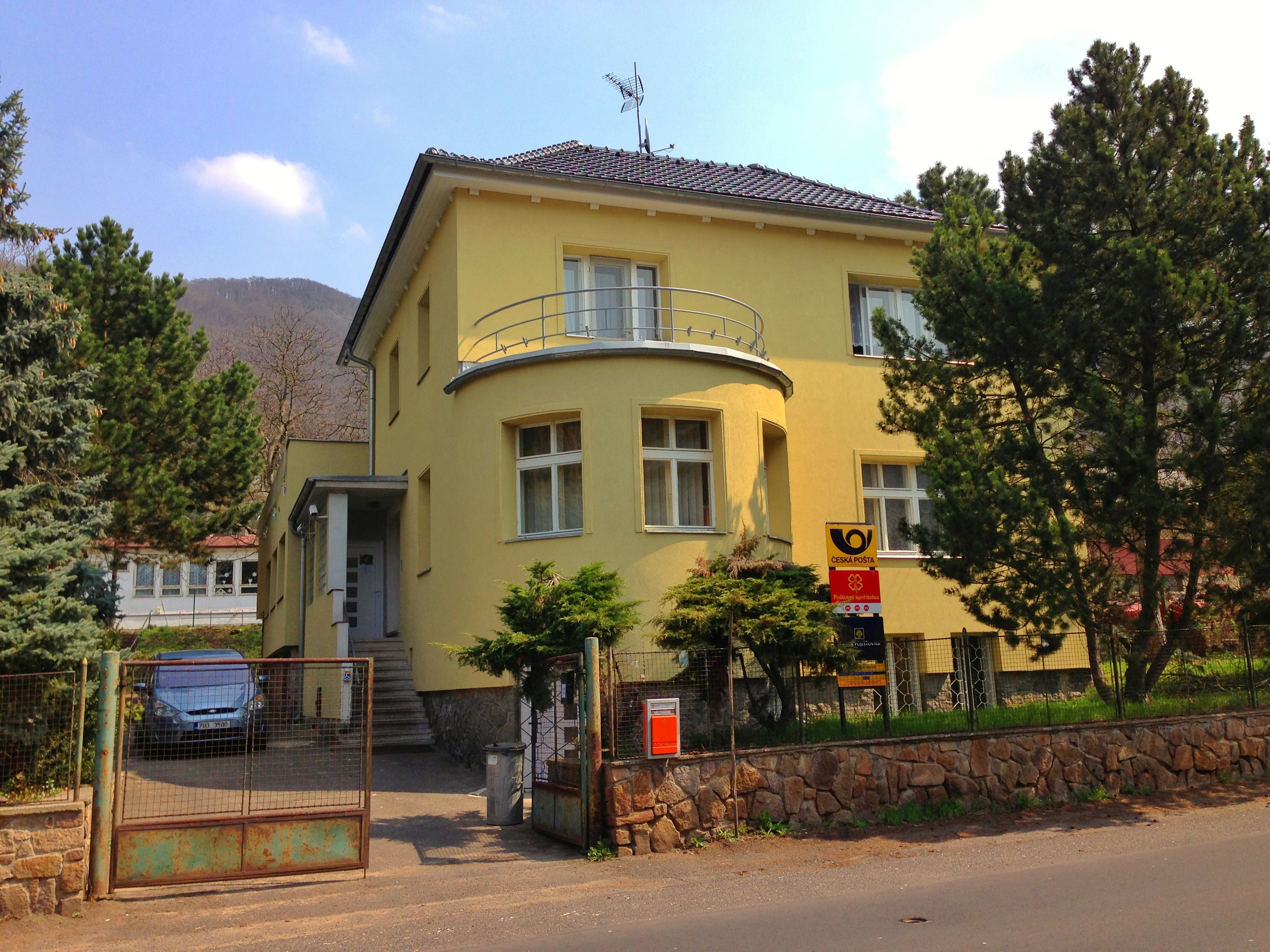
Pobočka České pošty

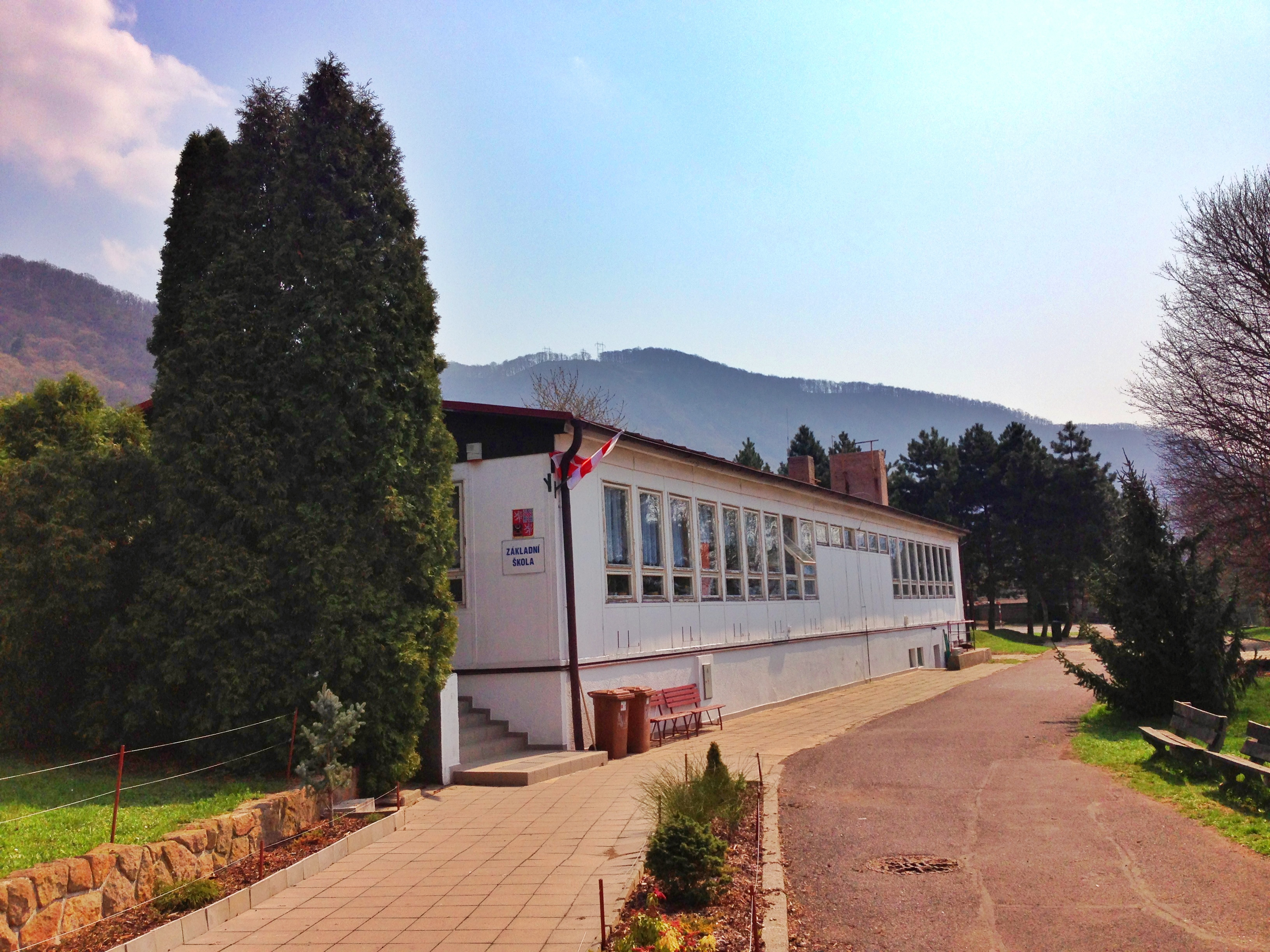
Základní škola v Jitřní ulici

Brná je rezidenční a rekreační oblastí města Ústí nad Labem a nenacházejí se v ní žádné průmyslové nebo obchodní areály. V rámci občanské vybavenosti je přítomna prodejna smíšeného zboží a pobočka České pošty v Sebuzínské ulici. Na jaře a v létě je v provozu hotel Srdíčko, který funguje též jako restaurace. Sídlí v historické budově, kde na konci 19. století pobýval spisovatel Karel May (více v sekci Pamětihodnosti). Z dalších restauračních zařízení působí v Brné k roku 2013 restaurace U Kapličky (u autobusové zastávky Brná) a V Zahradě (u autobusové zastávky Na Rybárně).
U řeky Labe se mezi Říční ulicí a Průčelským potokem nachází kemp poskytující ubytování v chatkách, pokojích, prostranství pro stany a soukromý bazén a hřiště na tenis a volejbal. Kemp je v provozu od 28. dubna do 14. října a v jeho areálu sídlí škola vodního lyžování (více v sekci Sport).
První jednotřídní škola byla v Brné otevřena již v roce 1783. Po druhé světové válce na ní působil jako učitel a ředitel Jaroslav Brodský, který se stal v roce 1968 zakladatelem a tajemníkem klubu bývalých politických vězňů K 231. K roku 2013 v Brné funguje mateřská škola v Sebuzínské ulici a první stupeň základní školy v Jitřní ulici. V budově základní školy je během voleb (komunálních, krajských, parlamentních, evropských) umístěna volební místnost.
V Brné se nenachází žádný kostel ani modlitebna, pouze dvě kaple (svaté Anny a Povýšení svatého Kříže), kde se však nekonají pravidelné bohoslužby. Území náleží pod římskokatolickou farnost v Církvicích, která spadá pod ústecký vikariát litoměřické diecéze.
Ze složek integrovaného záchranného systému v Brné působí Poříční oddělení Krajského ředitelství policie Ústeckého kraje, které sídlí v ulici U Viaduktu.
Sběr komunálního odpadu zajišťuje firma AVE. Dvakrát do roka (na jaře a na podzim) jsou organizovány svozy objemného odpadu, nebezpečného odpadu a vaků s odpady ze zeleně. Na několika místech (např. na konečné autobusové zastávce a nad základní školou) jsou umístěny kontejnery na sběr tříděného odpadu, a to na papír, sklo a plasty (PET lahve). Na konečné autobusové zastávce má navíc společnost Asekol umístěn kontejner na zpětný odběr elektrických baterií a elektrozařízení.

## Sport

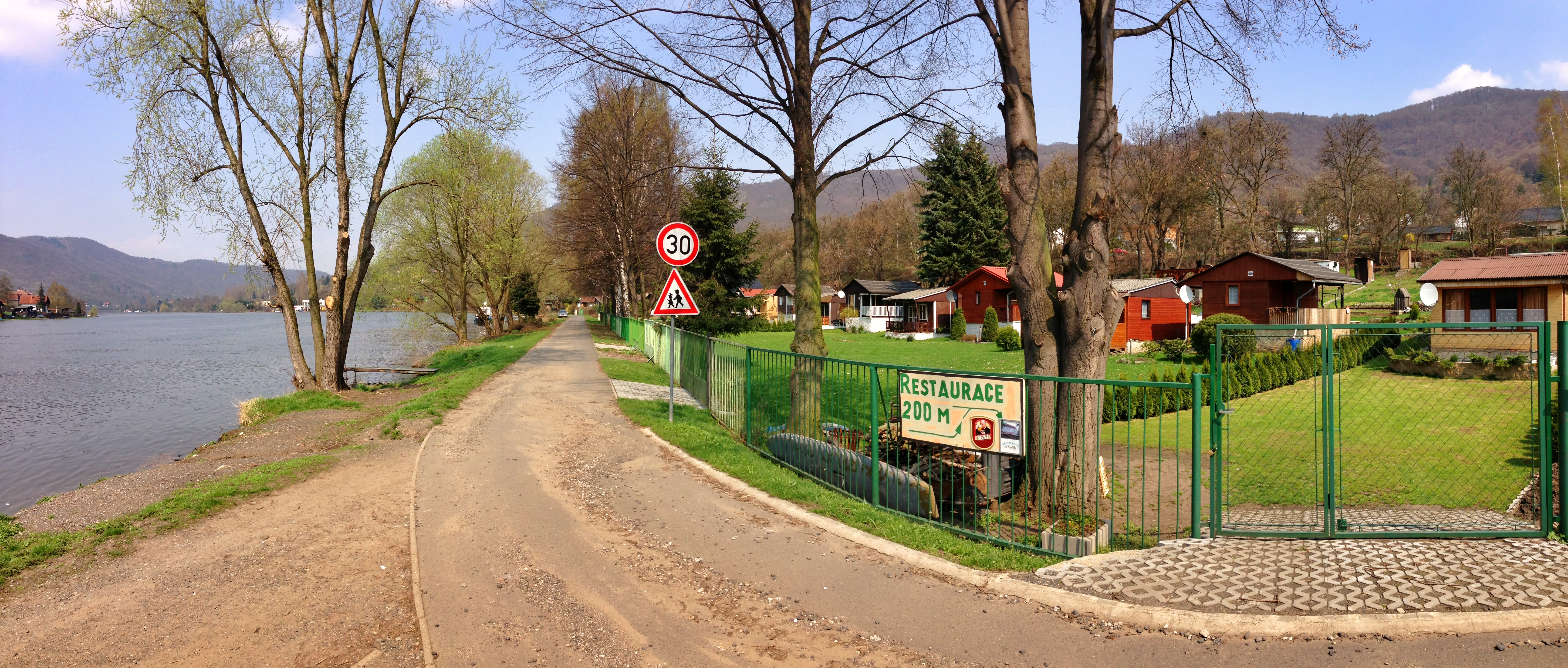
Cyklotrasa vedoucí podél Labe

V blízkosti autobusové zastávky Na Rybárně se nachází fotbalové hřiště využívané místním klubem SK Brná, jehož A-tým hrál k roku 2013 nejnižší krajskou soutěž ve třídě 1.B, v roce 2014 však postoupil do I. A. třídy a v roce 2016 pak zaznamenal historický úspěch, když sportovní cestou postoupil do Krajského přeboru ÚKFS, tedy do nejvyšší krajské soutěže. B-tým SK Brná pak dlouhodobě působí ve III. třídě Ústeckého okresu.
V areálu termálního koupaliště, které nabízí mimo jiné plavecký bazén, je k dispozici hřiště na plážový volejbal a minigolf. Nedaleko též působí Klub vodních motoristů (KVM) a tělovýchovná jednota České loděnice provozující školu vodního lyžování.

## Turistika
Katastrálním územím prochází podél řeky Labe dálková cyklotrasa č. 2, též označovaná jako Labská stezka. Ta vede z Vrchlabí, přes Kolín a Mělník (potud vedena jako č. 24), přes Litoměřice, Ústí nad Labem a Děčín dále do Německa (zde vedena jako Elberadweg), kde končí u ústí Labe do Severního moře v přístavním městě Cuxhaven.
V okolí je i množství turistických tras. Patří mezi ně zelená turistická značka z Němčí na hrad Střekov a žlutá turistická značka z konečné autobusové zastávky v Brné do Sebuzína. Na autobusové zastávce v Brné začíná i 8,5 kilometrů dlouhá zelená naučná stezka Pod Vysokým Ostrý vedoucí přes Průčelskou rokli, labské úbočí a vesnici Nová Ves na hrad Střekov. Jejím nejvyšším bodem je vyhlídka na vrchu Vysoký Ostrý (587 m n. m.). Součástí naučné stezky jsou informační tabule, upozorňující na jednotlivé složky zdejší krajiny.

## Doprava

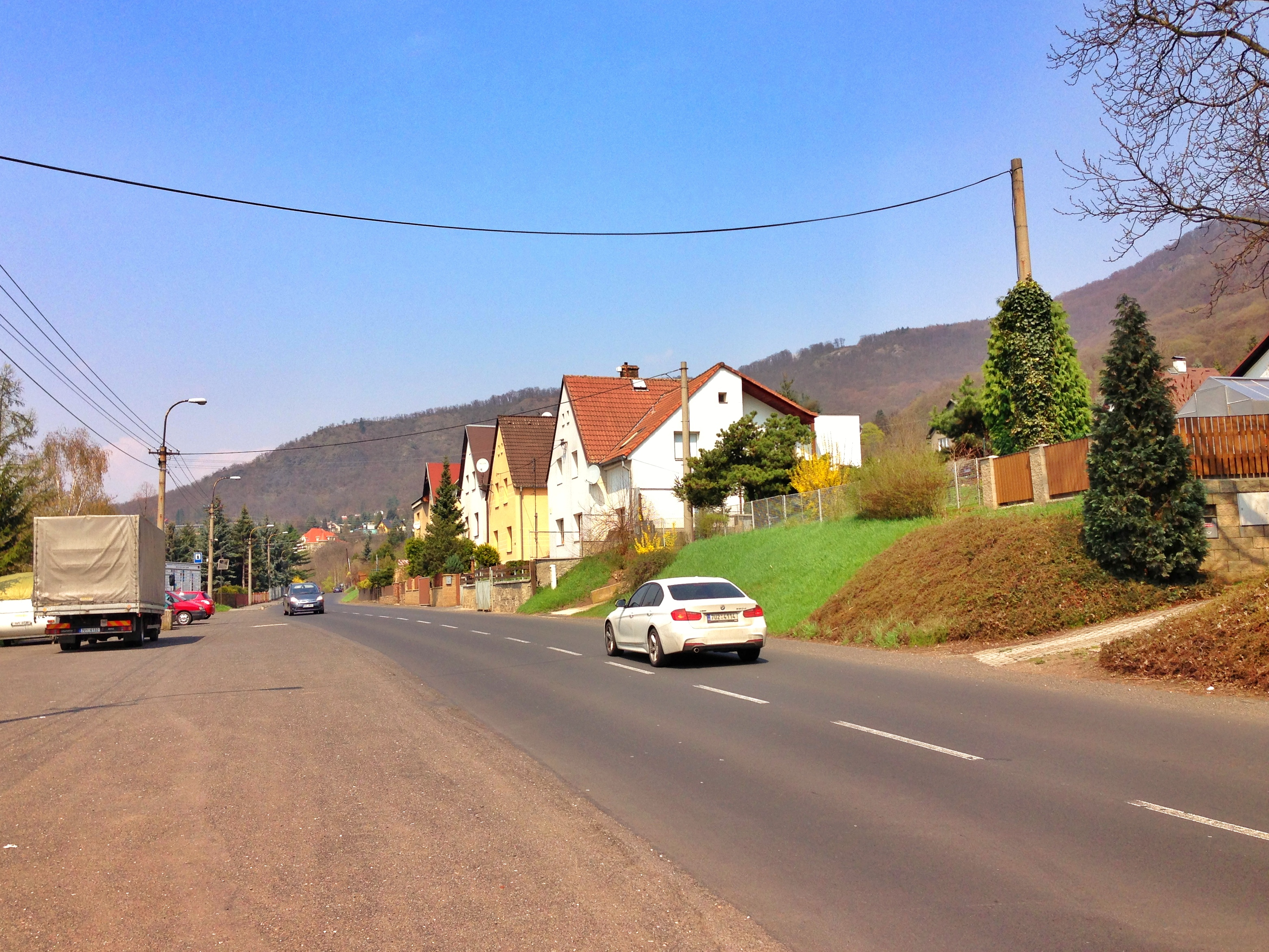
Sebuzínská ulice (II/261) v Brné

Místní páteřní komunikací je silnice II/261 z Liběchova do Děčína, která vede mezi zástavbou a vzhledem k reliéfu krajiny je souběžná s tokem Labe. Na území Brné nese název Sebuzínská ulice, a to od lokality U Lázní až po místo křížení s železniční tratí 072, kterou podchází viaduktem. Slouží zejména pro obsluhu území na pravém břehu řeky Labe a druhotně pro spojení významnějších regionálních center jako jsou Mělník, Štětí, Litoměřice a Ústí nad Labem. Podle Celostátního sčítání dopravy provedeného v roce 2010 po silnici jezdilo denně v průměru 6942 vozidel (z toho 6315 osobních vozidel, 575 těžkých vozidel a 52 jednostopých vozidel). Místní životní prostředí zatěžuje především odvoz kameniva z kamenolomů Libochovany a Kamýk silničními vozidly (k roku 2003 šlo o zhruba 14,5 tisíc vozidel za rok, tj. 73 vozidel za den).

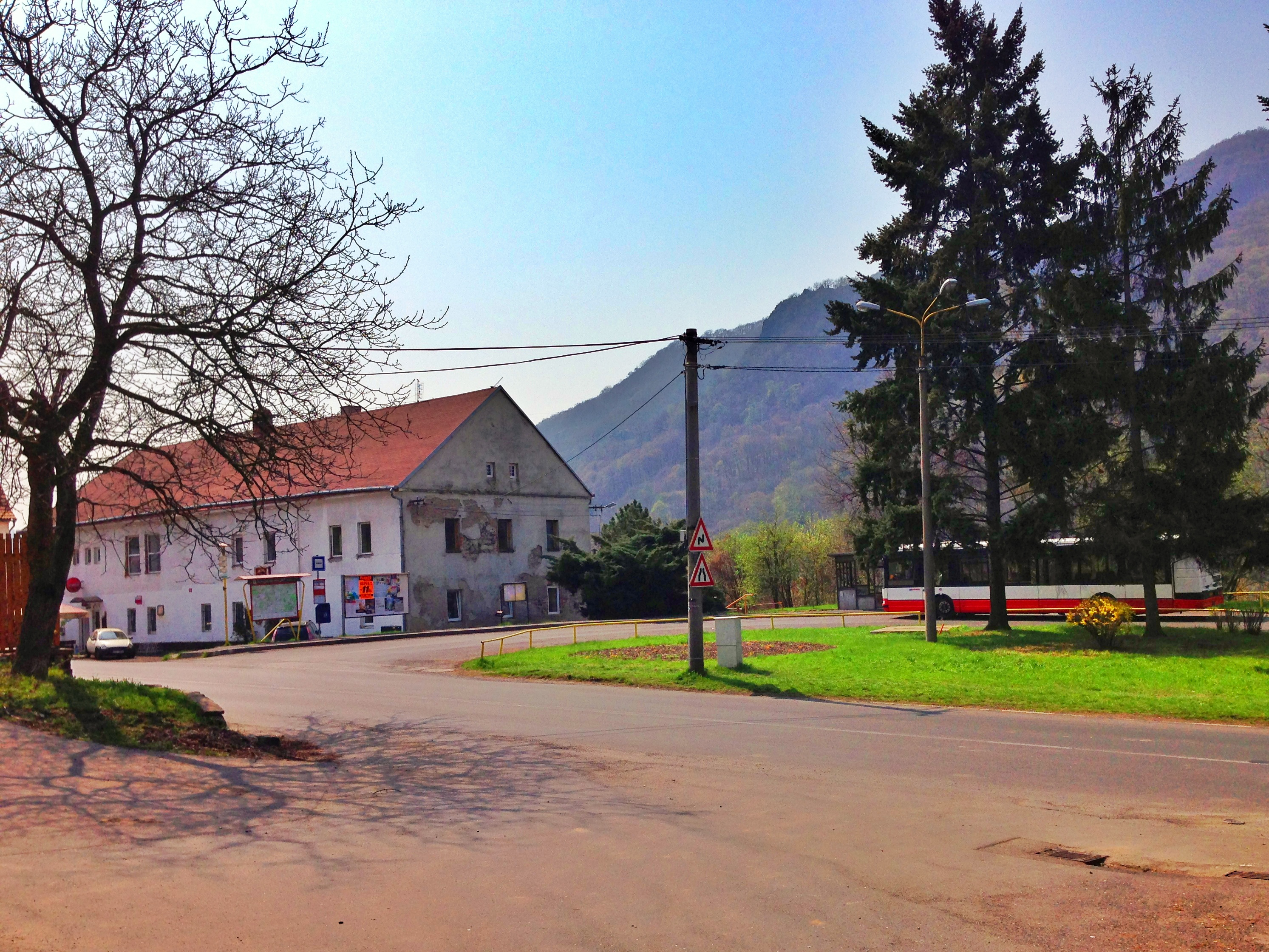
Konečná autobusová zastávka a restaurace U Kapličky (budova vlevo)

Brnou prochází dvoukolejná elektrifikovaná železniční trať 072 z Ústí nad Labem do Lysé nad Labem, která vzhledem k reliéfu krajiny vede rovněž podél řeky Labe. Je využívána jak pro osobní dopravu, tak nákladní dopravu (hromadné substráty, hotové výrobky, kontejnery, automobily a v minulosti uhlí). Za dob Rakouska-Uherska byla využívána Rakouskou severozápadní dráhou (Österreichische Nordwestbahn) a do 50. let 20. století existovala přímo v Brné železniční stanice. Od té doby jsou nejbližšími stanicemi Ústí nad Labem-Střekov a Sebuzín. Pod železnicí jsou vybudovány čtyři podjezdy (směrem od Ústí nad Labem: u koupaliště, v ulici Říční, v místě křížení se silnicí II/261 a v ulici Konečná) a jeden podchod (v místě křížení Průčelského potoka).
V minulosti v Brné fungovala osobní vodní doprava. Do druhé světové války ve vesnici existoval přístav, kam od roku 1851 zajížděla Sächsisch-Böhmische Dampfschiffahrts-Gesellschaft (SBDG). Přístav byl zároveň na trase mezi Obřístvím u Mělníka a Drážďanami, kterou obsluhovala paroplavební společnost J. J. Rustona a J. Andrewse. Do roku 2005 pak fungoval sezónní přívoz mezi protějším Vaňovem a termálním koupalištěm, který zajišťovalo historické plavidlo Marie z roku 1928. Podle ČTK v roce 2005 nebyla loď v provozu, protože se dosavadnímu provozovateli (Technické služby Ústí nad Labem) nepodařilo najít kvalifikovaného kormidelníka. V letech 2015 a 2016 společnost Auto moto Jiroušek inzerovala víkendovou letní dopravu lodí Marie na trase Vaňov – Píšťany, okrajově na webu zmiňuje možnost převozu na trase Vaňov–Brná nebo Vaňov–Střekov, a to vždy po domluvě pro minimálně 5 osob nebo za 150 Kč. Od 6. června 2015 do 19. září 2015 se plavila společnost Auto moto Jiroušek lodí Marie o kapacitě 35 osob po trase Církvice, Velké Žernoseky, Dolní Zálezly, Píšťany. V roce 2016 lodní linka vedla po trase Ústí nad Labem-Vaňov – Camp Brná – Dolní Zálezly – Církvice – Libochovany – Velké Žernoseky – Píšťany. Linka byla v obou letech dotována městem Ústí nad Labem. Doba plavby je po proudu i proti proudu po dvou a půl hodinách, v 9:45 z Vaňova a 13:15 z Píšťan, v červnu a v září jen o sobotách, v červenci a v srpnu o sobotách a nedělích. Jízdné je podle ujeté vzdálenosti od 10 do 38 Kč, jednotné pro děti od 6 let i dospělé, za psa, kočárek či jízdní kolo je příplatek 15 Kč.
Městskou hromadnou dopravu zajišťuje město Ústí nad Labem prostřednictvím společnosti Dopravní podnik města Ústí nad Labem. K roku 2013 se konkrétně jedná o autobusové linky číslo 17 a 27 vedoucí z Brné do čtvrti Předlice (linka číslo 17 v opačném směru rovněž v některých případech obsluhuje Sebuzín a Církvice). Čísla autobusových linek a jejich cílové stanice se v minulosti měnily. Postupně tak šlo mimo jiné o linky č. 12 do Chabařovic, č. 1 do centra města nebo č. 11 do Chlumce. K roku 2013 vedou linky č. 11 a 12 od hlavního nádraží ČD do obce Přestanov a linka č. 1 od hlavního nádraží ČD do Krupky na Teplicku. Autobusové zastávky na území Brné jsou (směrem od Ústí nad Labem): „Na Rybárně“, „Brná, osada“ a „Brná“.

## Přírodní poměry

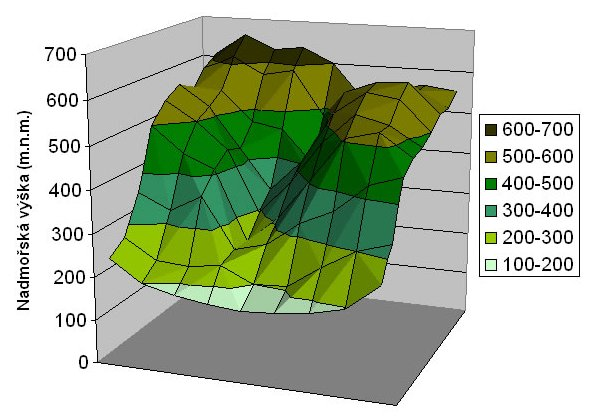
Blokdiagram Průčelské rokle

### Geologická stavba, reliéf a půdy

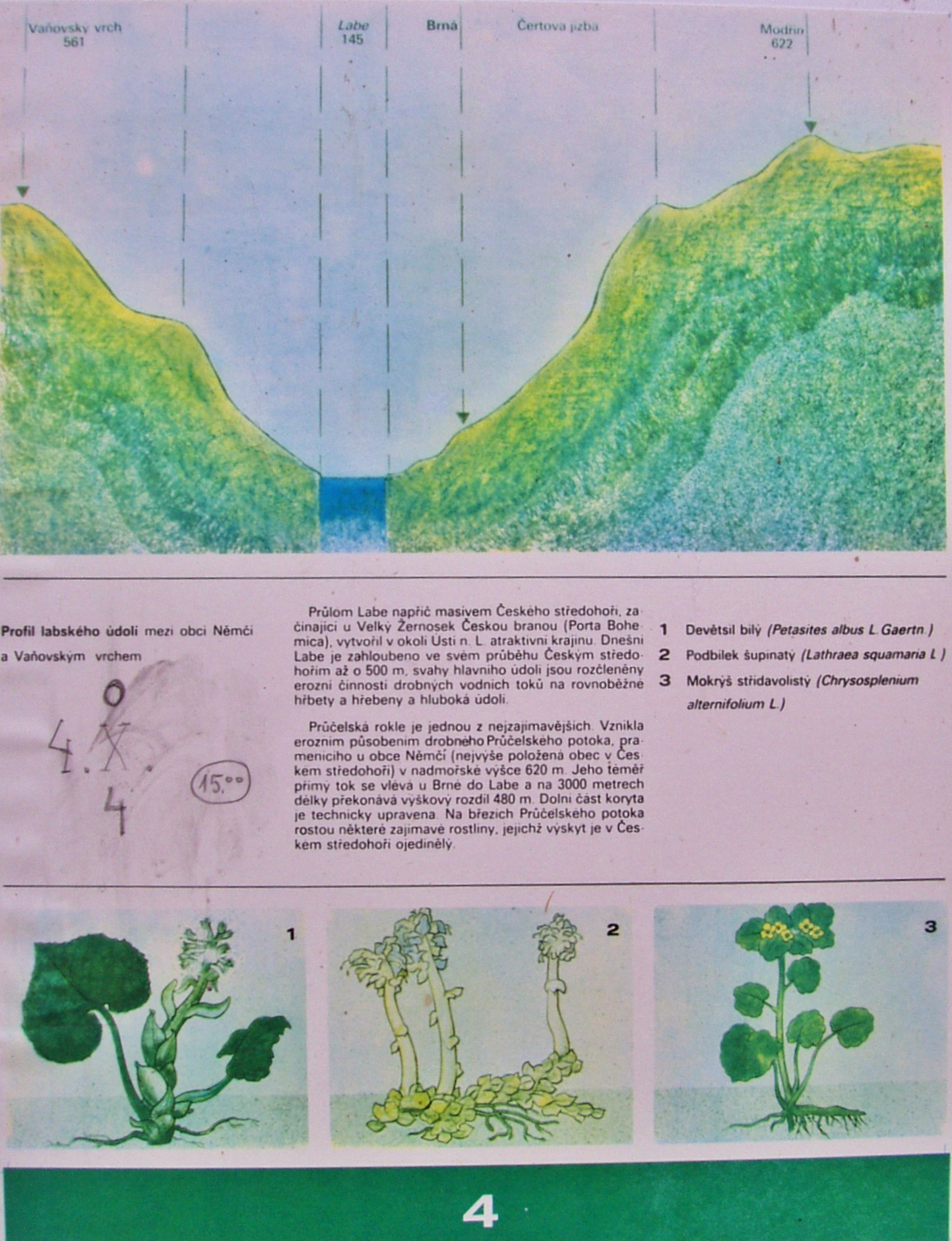
Informační tabule v rámci naučné stezky Pod Vysokým Ostrým, znázorňující profil labského údolí v oblasti Brné

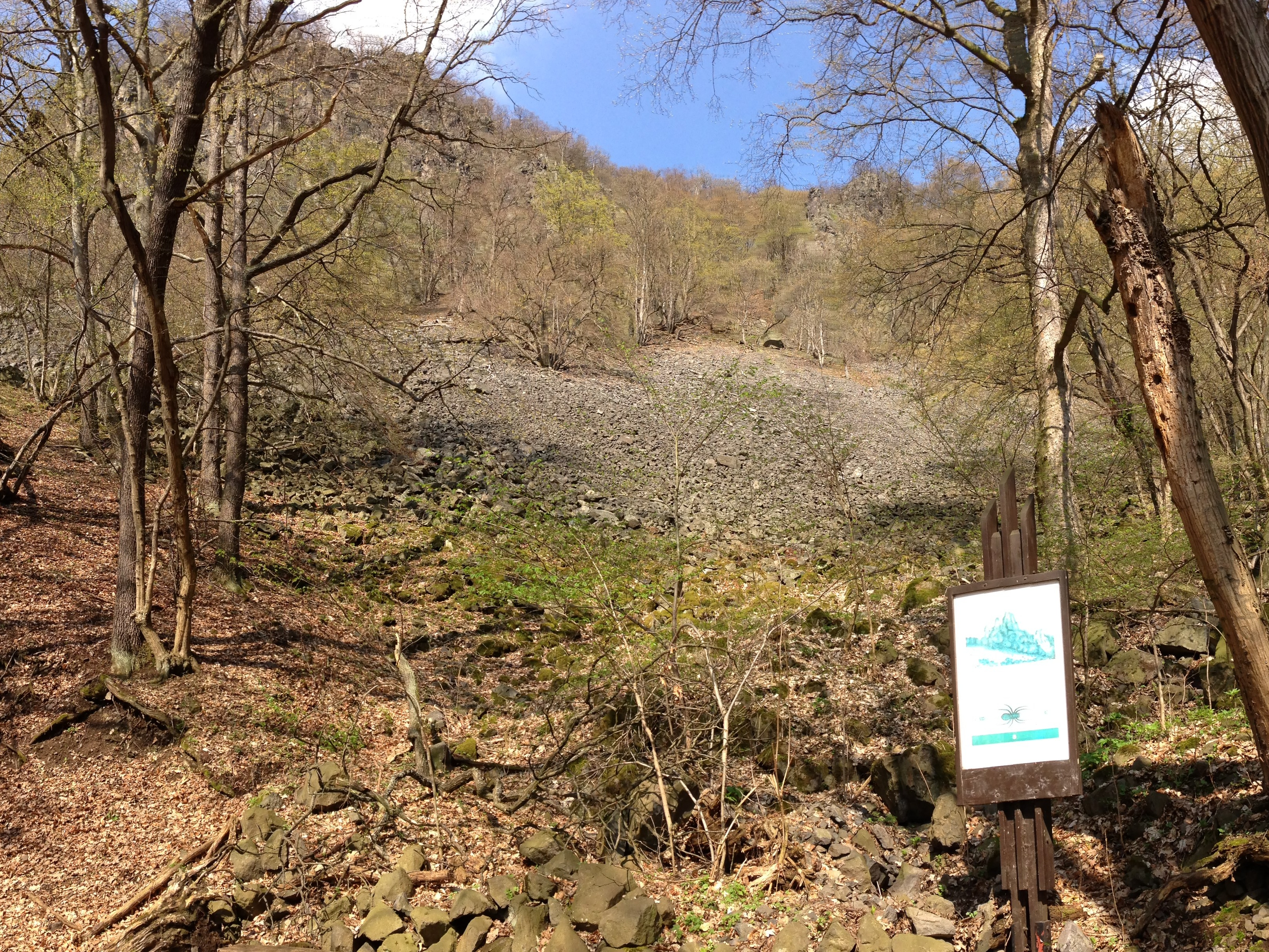
Suťová pole pod Malým Ostrým v Průčelské rokli

Geologicky je Brná součástí Českého masivu, kde se nachází v oblasti Českého středohoří, které vzniklo na střetu dvou regionálně významných jednotek, oblasti sasko-durynské (saxothuringikum) a tepelsko-barrandienské (centralbohemikum). Horninový základ je tvořen krystalickými břidlicemi vzniklými na přelomu starohor a prvohor, které ale v lokalitě na povrch nevystupují a jsou překryty mladšími sedimenty či vulkanity. V průběhu druhohor, kdy bylo celé České středohoří zaplaveno cenomanským mořem, docházelo k sedimentaci pískovců (částečně též jílovců a slepenců). Tyto horniny dominují podloží zastavěné části katastrálního území a jsou uloženy v západovýchodním pásu, avšak na povrch vystupují pouze v dolní části Průčelského potoka. Na utváření podoby oblasti měl velký vliv třetihorní vulkanismus, který dal vzniknout Českému středohoří. V lokalitě Brné došlo v té době ke zhruba pěti až deseti lávovým výlevům olivinických bazaltoidů ústeckého souvrství. Třetihorní horniny (čediče, znělce a tufy) se na podloží podílejí ve vrcholových partiích, zejména východně od Průčelské rokle, kde na povrch vystupují podpovrchová tělesa v podobě vrcholů Malý Ostrý či Skřivánčí vrch. Velké klimatické změny v průběhu čtvrtohor (střídání glaciálů a interglaciálů), během nichž docházelo k intenzivní erozi a denudaci, měly velký vliv na stávající geomorfologicky pestrý ráz krajiny. Tok Labe se během nich prohloubil o více než 100 metrů. V jeho nejbližším okolí (například v lokalitě U Lázní nebo při dolním toku Průčelského potoka) se v různých mocnostech a výškách dochovaly říční uloženiny (spraše, písky a štěrky).
Z geomorfologického hlediska je Brná součástí Krušnohorské subprovincie, konkrétně Českého středohoří a jeho podcelku Verneřické středohoří, v jehož rámci spadá pod geomorfologický okrsek Litoměřické středohoří. Reliéf oblasti je velmi pestrý s velkým výškovým rozpětím (140–626 m n. m.), díky čemuž má v některých částech charakter hornaté krajiny. Hlavní podíl na tom nese Labe, které tvoří erozní bázi (základ) regionu. Jeho antecendentní zahlubování v průběhu čtvrtohor, které následoval i Průčelský potok, způsobilo průběžné zmlazování reliéfu. V důsledku říční eroze tak byla většina kuželových vulkánů smyta a ve středu zarovnána v plošinu. Vliv na utváření povrchu měla i rozdílná odolnost hornin. Během teplotních výkyvů čtvrtohor se v oblasti (zejména v Průčelské rokli) kromě svahových akumulací vyvinuly také různé skalní formy. Dominantním skalním útvarem jsou skalní sruby, mezi další patří například skalní jehly, skalní věže, skalní okna či pseudokrasové jeskyně. Kamenité akumulace jsou zastoupeny suťovými poli, balvanitými poli a balvanitými proudy, které vznikly pod skalními sruby. S ohledem na svažitost reliéfu převládají příkré erozně denudační svahy se sklonem větším než 10°, přičemž v Průčelské rokli dosahuje sklon terénu až 66,5°. V takových lokalitách je zvýšená náchylnost ke svahovým pohybům. U svažitosti nad 15° navíc již může docházet k rychle působícím pochodům, jako jsou řícení, sesouvání apod.
Z hlediska členění půdních typů jsou v oblasti zastoupeny zejména hnědé půdy, hnědé půdy eutrofní a kambizemě. Převládají eutrofní kambizemě, které mohou být ve vyšších polohách oglejené. Vzácně se na exponovaných místech skal a srázů mohou objevovat různé typy rankerů. Při řece Labi se také nachází nivní půdy.

### Podnebí
Podle Quittovy klimatické klasifikace náleží většina lokality do teplé klimatické oblasti T2. Pro tu jsou charakteristická dlouhá, teplá a suchá léta, a mírně teplá jara a podzimy. Zimy jsou krátké, mírně teplé a suché, přičemž sněhová pokrývka má během nich pouze velmi krátkého trvání. Dále pro ni platí průměrné lednové teploty –2 až –3 °C a průměrné červencové teploty 18 až 19 °C. Ve vegetačním období se úhrn srážek pohybuje mezi 350 a 400 mm, v zimním pak mezi 200 a 300 mm srážek. Nepatrná část území při východní hranici v blízkosti Němčí náleží do mírně teplé oblasti MT7. Nejbližší meteorologické stanice jsou na Kočkově v Ústí nad Labem a poté na hoře Milešovce (837 m n. m.). Zdejší mikroklima ovlivňuje též řeka Labe, jejíž údolí patří k oblastem s největší četností mlh v České republice.

### Vodstvo

#### Vodní toky

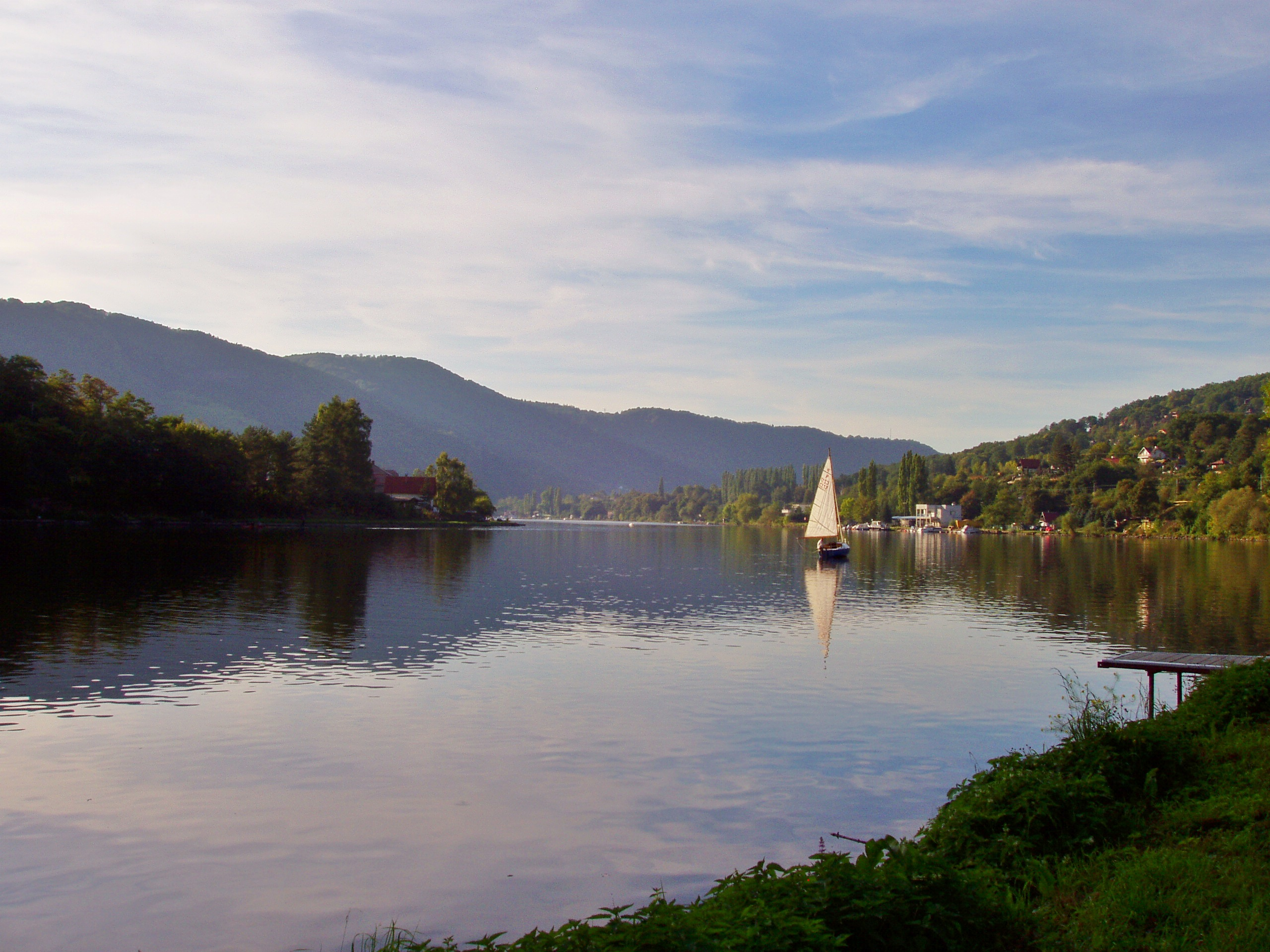
Řeka Labe: při pravém břehu je Brná, při levém Vaňov

Brná leží při řece Labe, což je vodní tok I. řádu a jedna z největších řek a vodních cest v Evropě, díky čemuž náleží do úmoří Severního moře. Její úsek v oblasti Brné tvoří vodní útvar Labe od toku Ohře po tok Bílina. Průtok řeky se stal dominantním modelujícím činitelem, který ovlivnil ráz a vzhled zdejší krajiny. Její břeh tvoří, podobně jako na protější vaňovské straně, kamenná regulace, která se datuje do 20. a 30. let 20. století, kdy došlo výstavbou Masarykových zdymadel pod hradem Střekov ke vzdutí hladiny v průměru o několik metrů v celkové délce 19,8 kilometrů. Průměrný dlouhodobý průtok řeky je v profilu Ústí nad Labem (tj. pod zdymadly) 290 m3s−1.
Oblastí dále protéká Průčelský potok a část jižní hranice katastrálního území tvoří Němčický potok.
Průčelský potok (někdy též Prudký potok) je po Labi díky své erozivní činnosti nejvýznamnějším modelačním činitelem krajiny – vytvořil boční údolí s příkrými svahy, známé jako Průčelská rokle. Pramení u nedaleké vesnice Němčí v nadmořské výšce 617 m n. m. a na svém 3,14 km dlouhém toku překonává výškový rozdíl 478 metrů. Jelikož potok nedokázal držet krok s rychlým zahlubováním Labe, překonává převýšení svého toku často skokovitě v podobě peřejí a drobných vodopádů (největší z nich je vysoký 6 metrů). Dolní část toku byla antropogenně upravena a napřímena skrze zástavbu, přičemž v této oblasti byla vybudována řada umělých kaskád. Potok je překlenován několika silničními komunikacemi, železniční tratí, lávkou pro pěší a asi 20 metrů před ústím do Labe také brodem na cyklostezce Labská stezka. Při ústí potoka je přítomen náplavový kužel. Vzhledem k tomu, že jde o celostátně méně významný tok, nejsou dostupné informace o jeho průměrných ročních průtocích.

Různý charakter toku Průčelského potoka
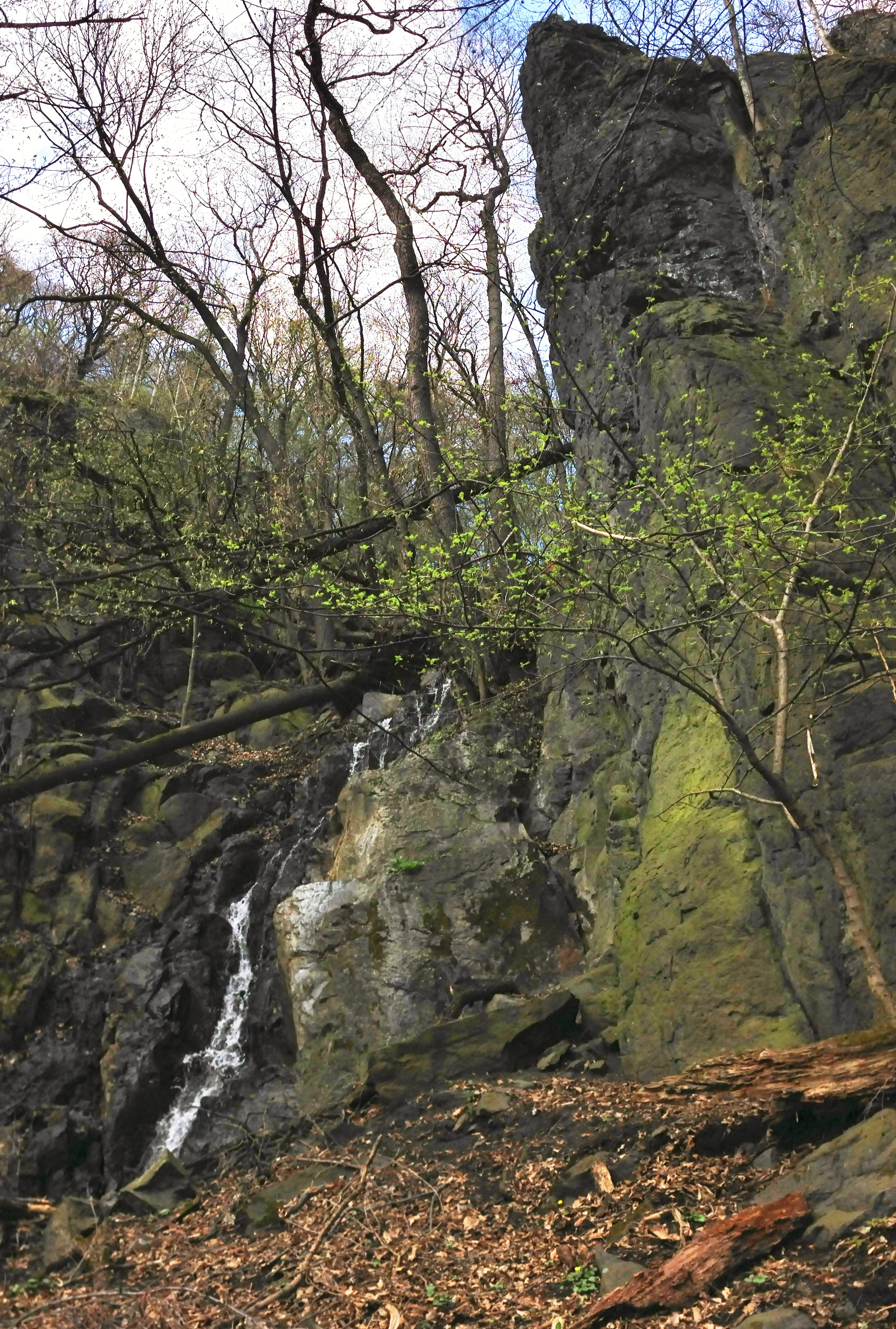
Vodopád v horní části toku v Průčelské rokli
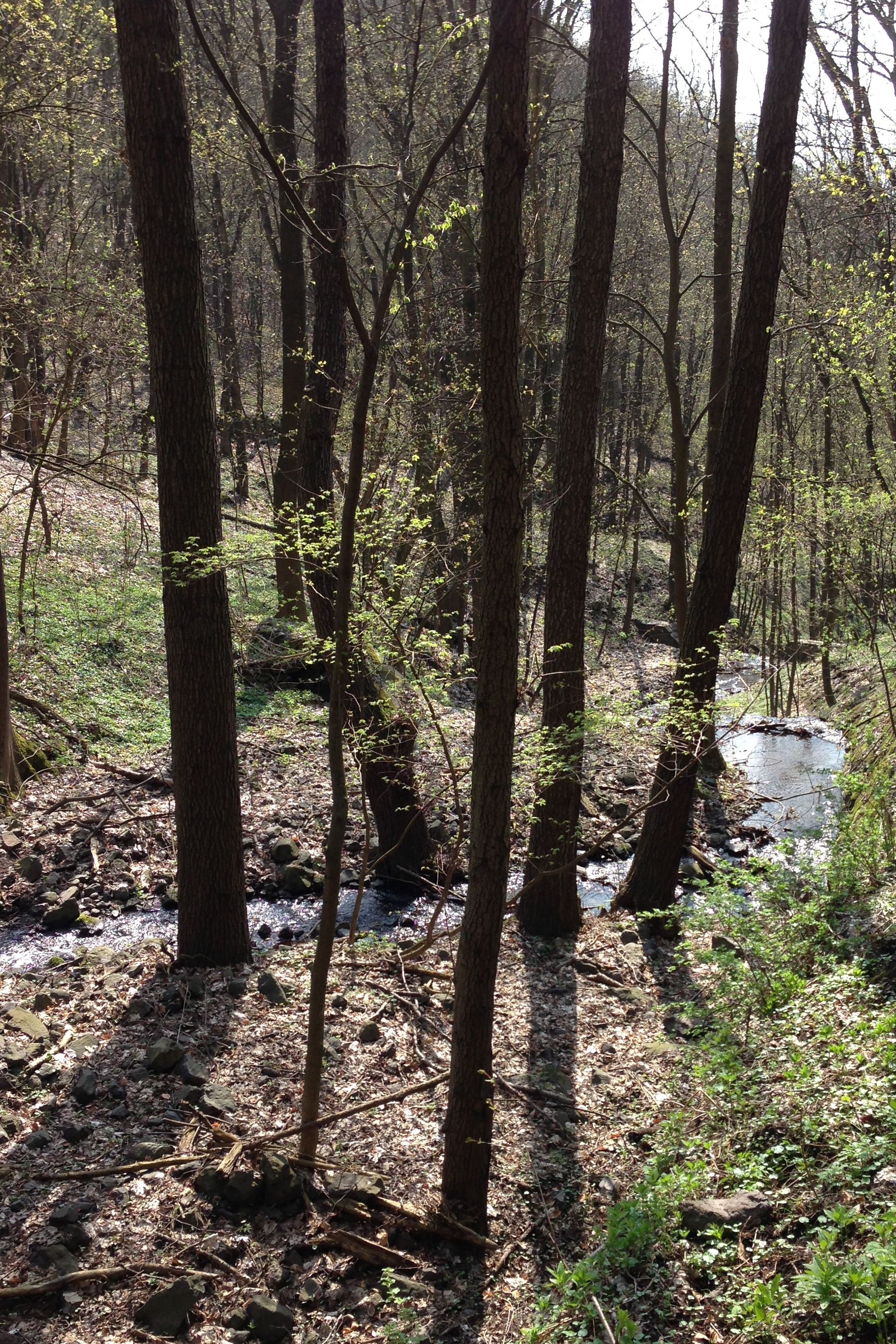
Meandrující potok v horní části toku
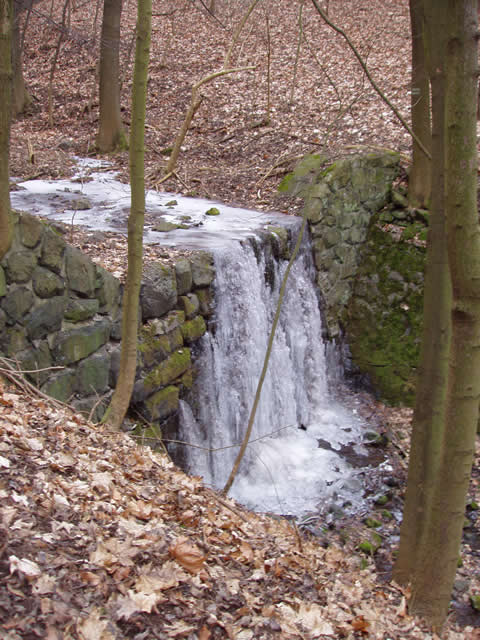
Vybudovaná kaskáda ve střední části toku
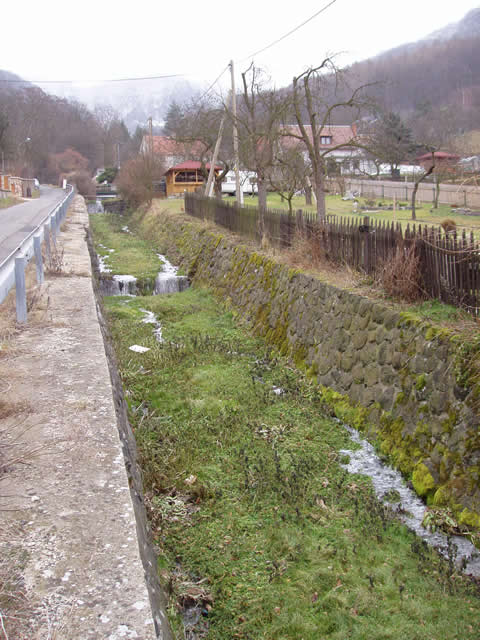
Uměle vedené koryto v dolní části toku

Brná spadá do oblasti se sezónně doplňovanou mělkou podzemní vodou, jejíž výška hladiny a vydatnost je nejvyšší v květnu a červnu, a nejnižší v září až listopadu. Průměrný specifický odtok se udává mezi 0,5 a 1 l·s−1km−2. Rizikovým faktorem vodních toků jsou povodně, a to jak běžné, tak přívalové. V srpnu 1925 došlo po průtrži mračen k přívalové povodni na Průčelském potoce, která poškodila několik domů v okolí. K vůbec největším povodním došlo v letech 1845 a 2002. V prvním případě výška hladiny Labe dosáhla 11 metrů, zatímco ve druhém případě dosáhla 11,85 metrů a klasifikace 250leté vody.

#### Termální voda

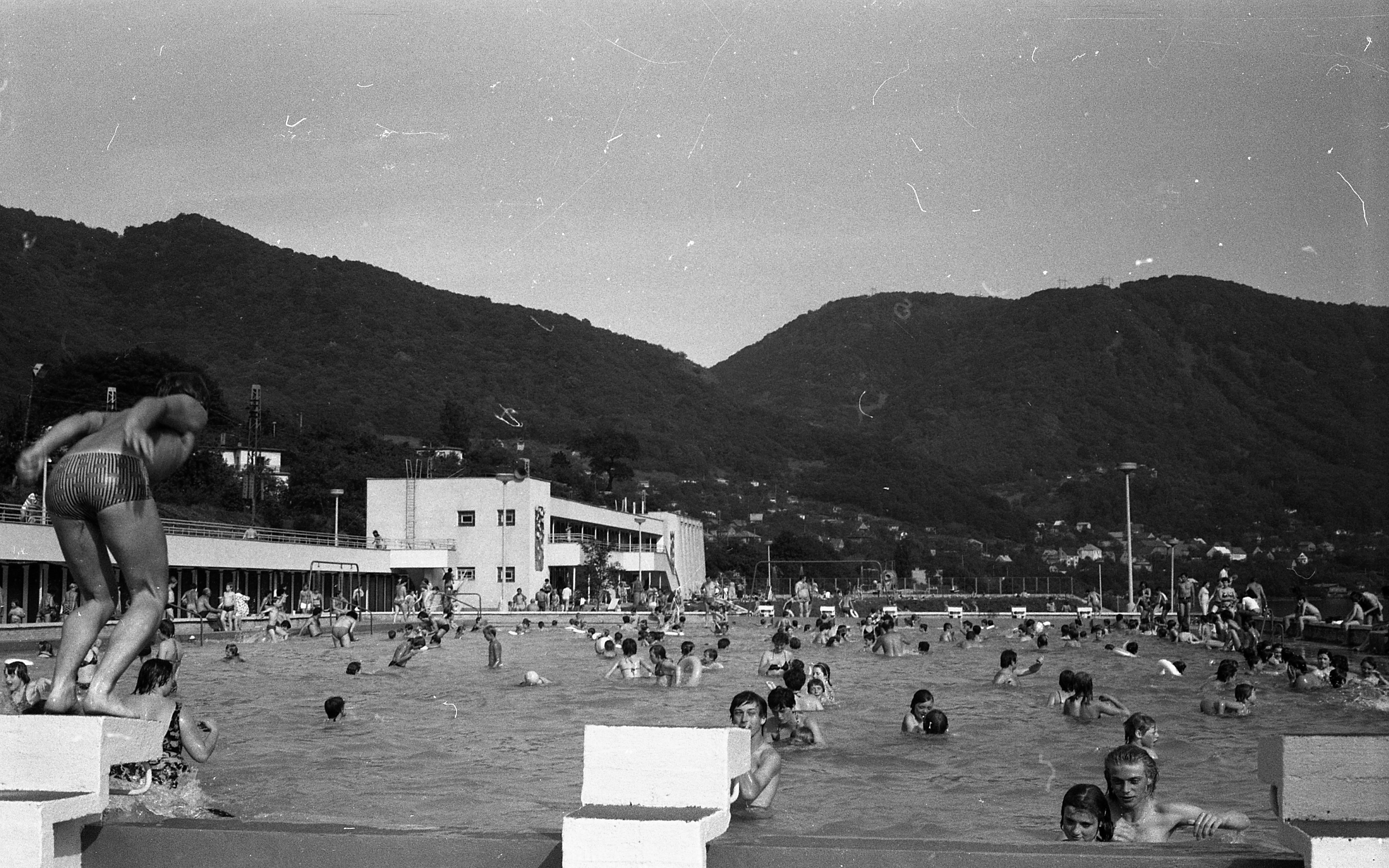
Historická fotografie termálního koupaliště ze 70. let

Brná se nachází v oblasti výskytu termálních vod v pískovcích na bázi křídy, která sahá od Teplic a Děčína až po Úštěk a Benešov nad Ploučnicí. Zdroj termální vody zde byl poprvé navrtán 5. dubna 1930 mistrem studnařem Antonem Kuhebauchem, kdy z artéského vrtu o hloubce 327 metrů vytryskl do výšky osmi metrů pramen o teplotě 30 °C. O rok později na tomto místě na labském břehu postavila obec Střekov, pod níž tehdy Brná spadala, termální koupaliště. To mělo v té době dva bazény a v roce 1937 došlo k jeho rozšíření o vanové lázně. Z počátku se slabě mineralizovaná voda rovněž využívala na pitné kúry a byla stáčena do lahví na prodej (termální prameny na Ústecku a Děčínsku mají vyšší celkovou mineralizaci s převažujícím sodíkem, hydrogenuhličitany a vyšším obsahem fluoru). Další vrt byl pro potřeby koupaliště vyhlouben v roce 1968 a po bezmála čtyřiceti letech byl pro svůj havarijní stav po povodních nahrazen novým v roce 2003, z nějž termální voda vytéká samovolně (jde o artéskou zvodeň). Další informace o provozu koupaliště pokračují v sekci Pamětihodnosti.

### Biogeografické poměry

#### Celková charakteristika
Dle biogeografického členění ČR náleží oblast Brné do hercynské podprovincie, kde leží na hranici mezi Milešovským a Verneřickým bioregionem. Jak širší okolí Českého středohoří, tak samotná Brná jsou oblasti druhově rozmanité, což byl jeden z důvodů vyhlášení zdejšího velkoplošného a maloplošného zvláště chráněného území CHKO České středohoří a PR Sluneční stráň. Mezi příčiny druhové pestrosti patří především odlišnost horninového podloží, rozmanitost reliéfu a rozdílnost klimatických činitelů. V hluboce zaříznutých údolích řeky Labe a Průčelské rokle často dochází k inverzi teplotních pásem, což se projevuje tím, že na dnech těchto údolí je průměrná teplota nižší než ve vyšších polohách. Díky tomu zde žijí i rostlinné a živočišné druhy horského a podhorského charakteru.

#### Flora

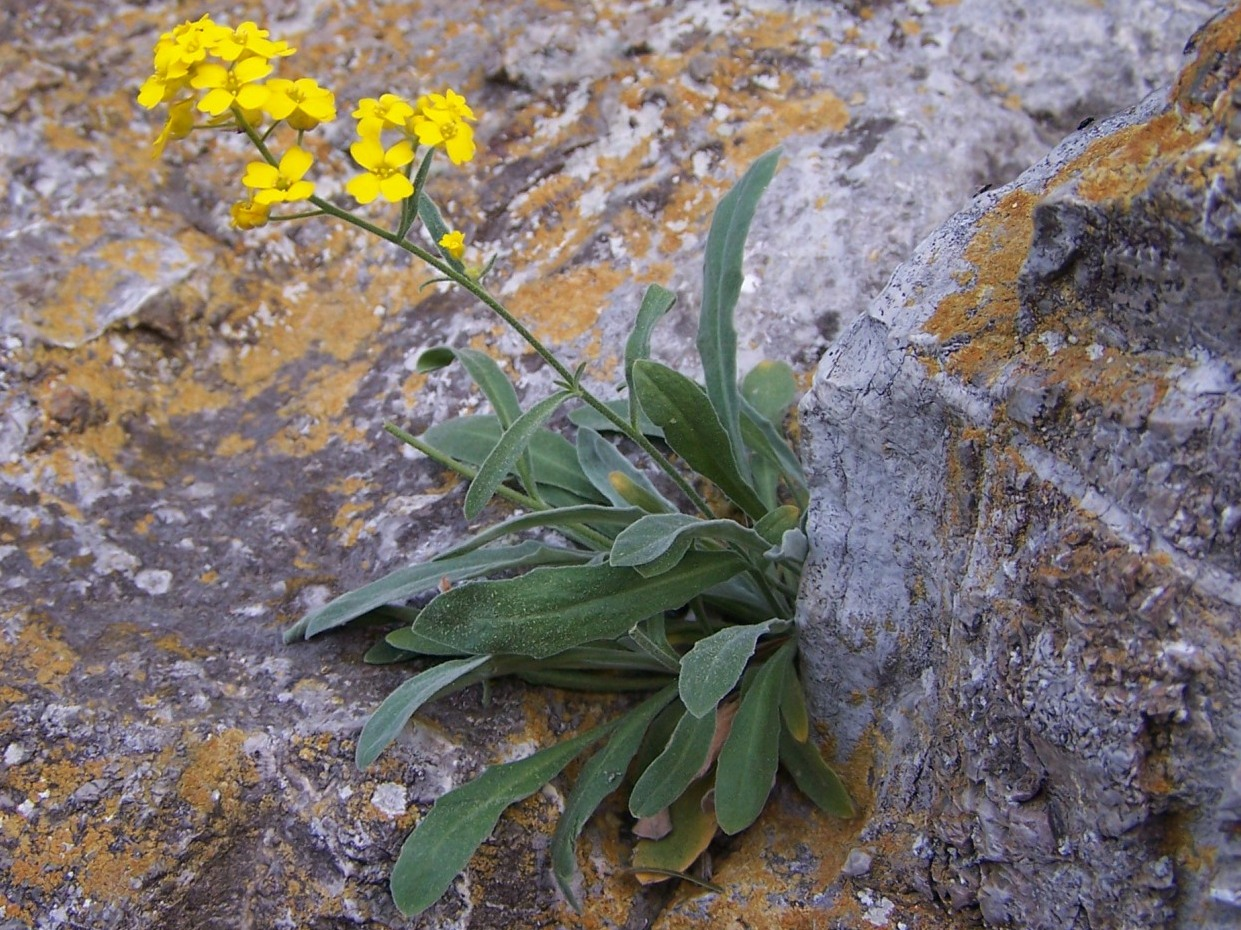
Tařice skalní (Aurinia saxatilis)

Z botanického hlediska leží území na pomezí dvou rozdílných fytogeografických oblastí – mezofytika a termofytika, konkrétně Lovečkovického a Labského středohoří. Potenciální přirozenou vegetaci tvoří převážně bučina s kyčelnicí devítilistou (Dentario eneaphylli-Fagetum), při řece Labi dále černýšová dubohabřina (Melampyro nemorosi-Carpinetum) a při jižní hranici území ostrůvkovitě břeková doubrava (Sorbo torminalis-Quercetum). Lesy tvoří významnou část katastrálního území (zhruba polovinu), přičemž jde o lesy listnaté. Mezi zdejší stromy patří například buk lesní (Fagus sylvatica), dub zimní (Quercus petraea), dub letní (Quercus robur), bříza bělokorá (Betula pendula), jasan ztepilý (Fraxinus excelsior) a lípa srdčitá (Tilia cordata). V zahradě místní krajské veterinární správy stojí památný strom jinan dvoulaločný (Ginkgo biloba), chráněný od roku 2011. Počátkem 20. století byly na některá stanoviště vysazovány ekonomicky výhodné dřeviny, především smrky. V neodpovídajících podmínkách však trpěly suchem, různými chorobami a škůdci. Mezi ojediněle rostoucí jehličnaté stromy patří smrk ztepilý (Picea abies), modřín opadavý (Larix decidua) a borovice (Pinus).
V oblasti je bohatý bylinný porost. Do dnešní doby si získala převahu teplomilná a suchomilná květena. Typickými rostlinami jsou již zmíněná kyčelnice devítilistá (Dentaria enneaphyllos) a kyčelnice cibulkonosná (Dentaria bulbifera). V suťových lesích a dubohabřinách v okolí Brné rostou také některé z původních českých orchidejí. Patří mezi ně třeba bradáček vejčitý (Listera ovata), okrotice bílá (Cephalanthera damasonium), hlístník hnízdák (Neottia nidus-avis) nebo kruštík širolistý pravý (Epipactis helleborine subsp. helleborine). V oblasti roste také celá řada zvláště chráněných rostlin. V PR Sluneční stráň je to například tařice skalní (Aurinia saxatilis), již zmíněná okrotice bílá, vemeník dvoulistý (Platanthera bifolia), kosatec bezlistý (Iris aphylla), lomikámen vždyživý (Saxifraga paniculata), dvojštítek měnlivý (Biscutella varia), bělozářka liliovitá (Anthericum liliago) atd.
Z invazních druhů v oblasti roste netýkavka žláznatá (Impatiens glandulifera), bolševník velkolepý (Heracleum mantegazzianum), trnovník akát (Robinia pseudoacacia), křídlatka japonská (Reynoutria japonica) a křídlatka sachalinská (Reynoutria sachalinensis).

#### Fauna

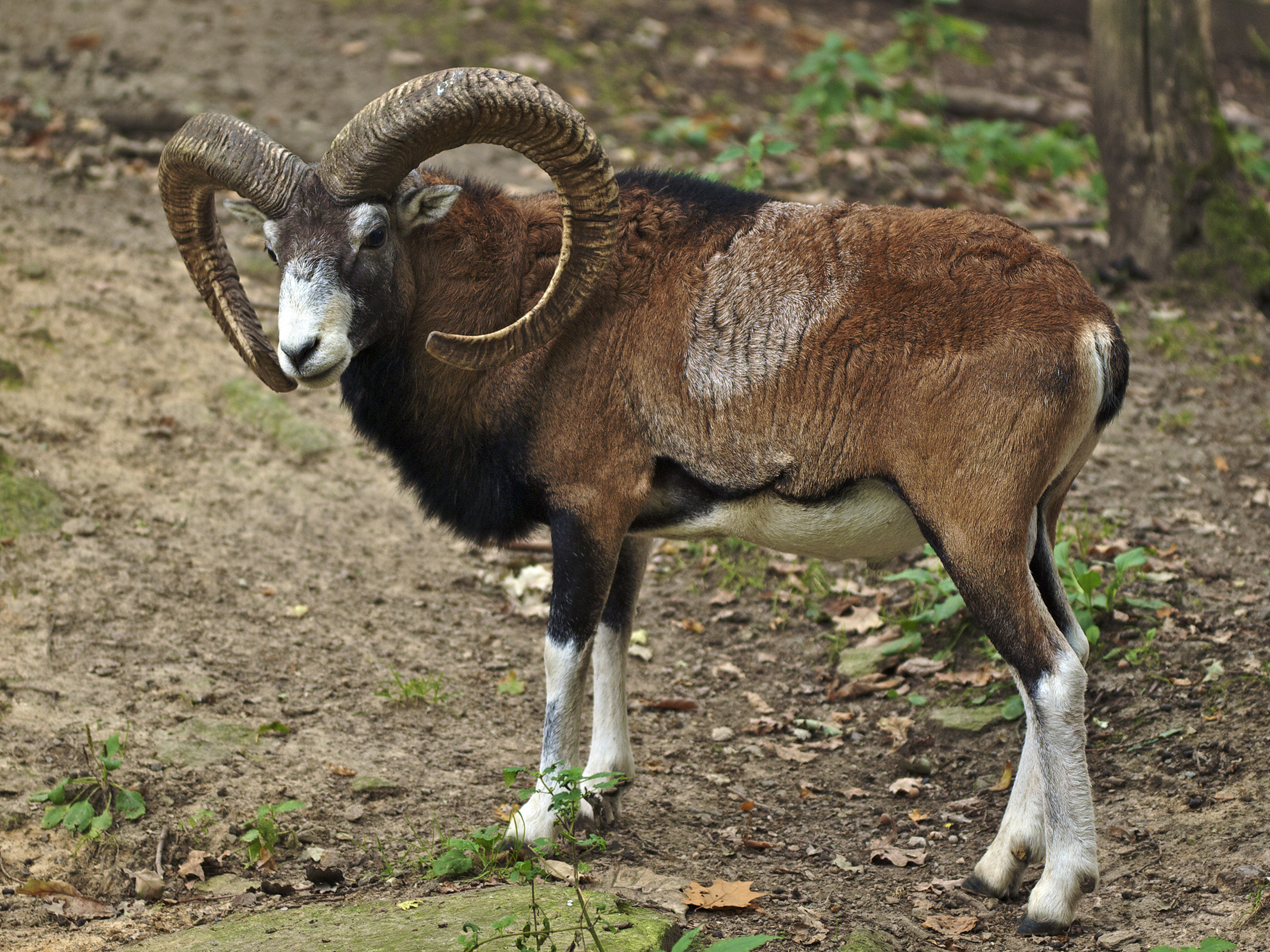
Mufloní beran (Ovis musimon)

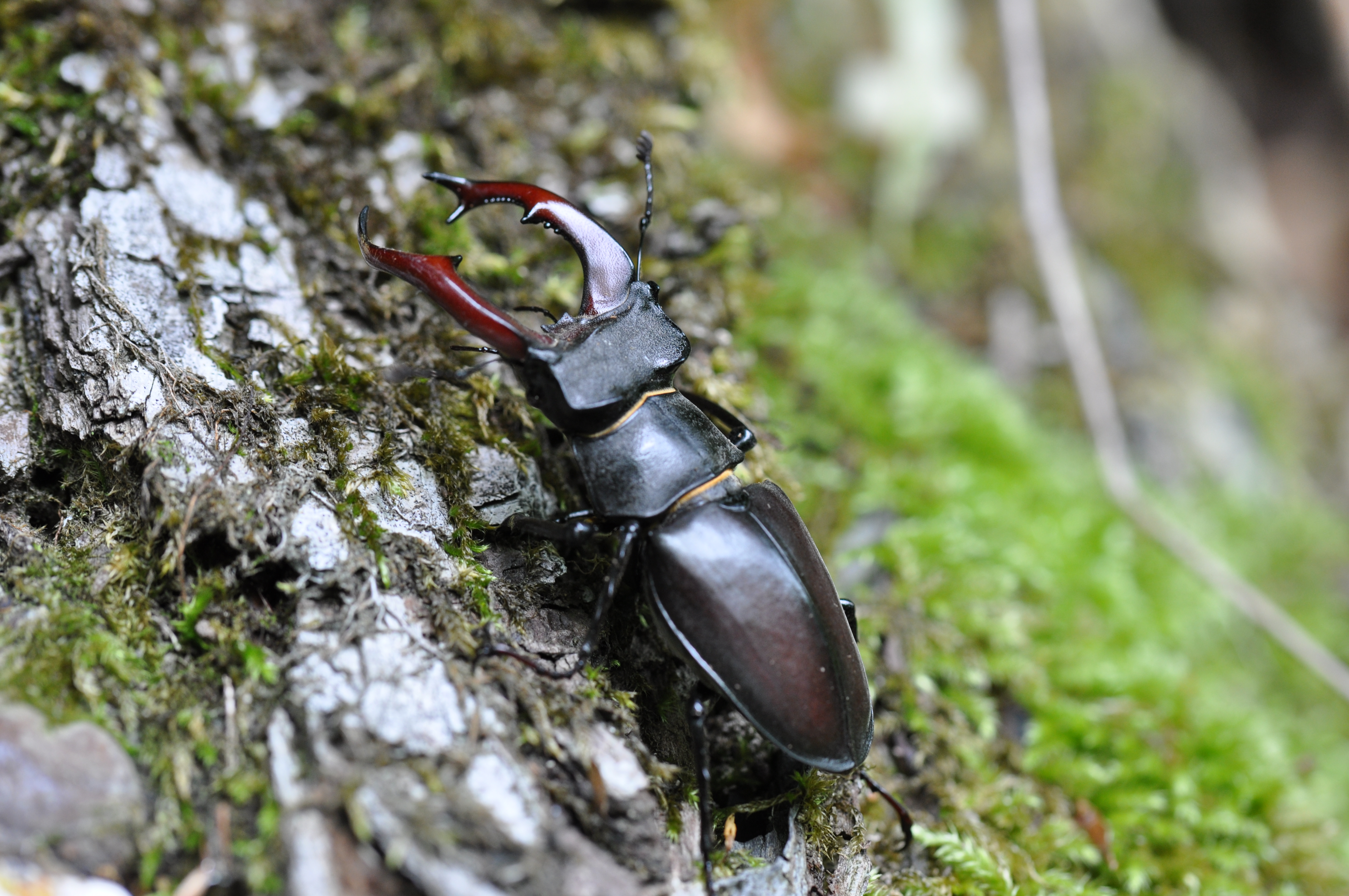
Roháč obecný (Lucanus cervus)

Savce v oblasti zastupují početná stáda muflonů (Ovis musimon), prasat divokých (Sus scrofa) a srnčí zvěře. Dále se zde vyskytují též lišky obecné (Vulpes vulpes) a ojediněle i jezevci lesní (Meles meles). Právě divoká prasata na počátku 21. století působí materiální škody místním obyvatelům ve snaze dostat se za potravou (například zrajícím ovocem) do oplocených zahrad. V oblasti PR Sluneční stráň se vyskytuje plch velký (Glis glis).

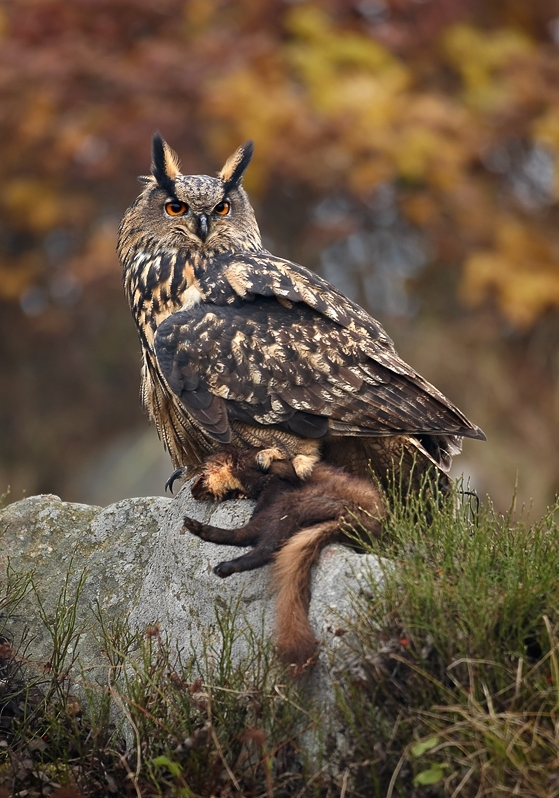
Výr velký (Bubo bubo) s kořistí

Při řece Labi žije vodní ptactvo, především pak potápky (Podicipediformes), kachna divoká (Anas platyrhynchos), lyska černá (Fulica atra) nebo labuť velká (Cygnus olor). Z vzácnějších druhů ptactva se v oblasti Brné vyskytuje například skorec vodní (Cinclus cinclus), hýl rudý (Carpodacus erythrinus) nebo konipas horský (Motacilla cinerea). Na území PR Sluneční stráň byl zaznamenán výskyt holuba doupňáka (Columba oenas), dudka chocholatého (Upupa epops), slavíka obecného (Luscinia megarhynchos) či žluvy hajní (Oriolus oriolus), a Průčelská rokle je díky hnízdišti výra velkého (Bubo bubo) označena jako významná ornitologická lokalita. Z dravců jsou nejhojnější káně lesní (Buteo buteo) a poštolka obecná (Falco tinnunculus), dále sokol stěhovavý (Falco peregrinus) a v zimě káně rousná (Buteo lagopus).
Z plazů se zde vyskytuje například zmije obecná (Vipera berus), slepýš křehký (Anguis fragilis), ještěrka obecná (Lacerta agilis) a ještěrka živorodá (Zootoca vivipara). Ve vlhkých oblastech lze nalézt i užovku obojkovou (Natrix natrix) a mloka skvrnitého (Salamandra salamandra). Z žab v oblasti žije třeba skokan zelený (Pelophylax esculentus) a skokan hnědý (Rana temporaria).
Velmi rozmanitý je v lokalitě výskyt hmyzu, přičemž řada jeho zástupců je zákonem chráněna. Patří mezi ně například nosorožík kapucínek (Oryctes nasicornis), roháč obecný (Lucanus cervus) či otakárek fenyklový (Papilio machaon). V sutích Průčelské rokle byly nalezeny také některé reliktní druhy pavouků – mimo jiné šlo o jediný nález druhu pavučenka noscovitá (Glyphesis servulus) v Čechách. Na území přírodní rezervace existuje starý záznam výskytu zvláště chráněného chrobáka vrubounovitého (Sisyphus schaefferi).

### Chráněná území
Celé území Brné spadá do chráněné krajinné oblasti České středohoří, která byla výnosem ministerstva kultury ČSR vyhlášena 19. března 1976. Předmětem ochrany je unikátnost krajinného reliéfu v rámci střední Evropy, rozmanitost geologické stavby a biodiverzita fauny a flory. Specifikum oblasti spočívá také ve strmém srážkovém gradientu v jihozápadně-severovýchodním směru, při kterém na 75 kilometrů délky pohoří vzrůstá srážkový průměr až o 100 %.
Přírodní rezervace Sluneční stráň se rozprostírá na 7,62 hektarech v první zóně CHKO České středohoří, na jižním a jihovýchodním svahu vrchu Vysoký Ostrý v severní části katastrálního území Brná nad Labem. Předmětem ochrany je „typická geobiocenóza Českého středohoří s výraznou teplomilnou květenou“. Nacházejí se zde rozmanitá teplomilná společenstva, počínaje sporou vegetací skalních výchozů a sutí přes travnaté a křovité porosty stepního a lesostepního charakteru, až po listnatý les s převahou dubů. Z bohaté květeny (přes 230 druhů vyšších rostlin) je zde početný výskyt zvláště chráněných druhů a pestré je rovněž živočišstvo, které je zastoupeno například 84 druhy obratlovců a 17 druhy mravenců.